# Wereldkampioenschap voetbal 1994 (kwalificatie UEFA)
In totaal schreven 39 teams zich in voor de kwalificatie van het wereldkampioenschap voetbal 1994, titelverdediger Duitsland was rechtstreeks geplaatst, Liechtenstein trok zich terug voor de loting van de groepen. De 37 andere teams streden voor 12 overblijvende plaatsen.
Er plaatsten zich dertien ploegen voor de eindronde, vorig WK veertien. Duitsland, Italië, Ierland, Nederland, Roemenië, Spanje, België, Zweden en Rusland plaatsten zich opnieuw, Engeland, Joegoslavië, Schotland en Oostenrijk werden uitgeschakeld door respectievelijk Noorwegen, Griekenland, Zwitserland en Bulgarije. De extra afvaller was Tsjecho-Slowakije.
Er waren 6 groepen en de nummer 1 en 2 kwalificeerden zich.

## Gekwalificeerde landen
| FIFA-lid    | Confederatie | Kwalificatie    | Kwal. datum      | Aantal dln. (inclusief 1994) | Dln. op rij | Eerste dln. | Laatste dln. | Titels (exclusief 1994) | Beste prestatie |
| ----------- | ------------ | --------------- | ---------------- | ---------------------------- | ----------- | ----------- | ------------ | ----------------------- | --------------- |
| Duitsland   | UEFA         | Titelverdediger | 8 juli 1990      | 13e                          | 11          | 1934        | 1990         | 3                       | Winnaar         |
| Italië      | UEFA         | Winnaar groep 1 | 17 november 1993 | 13e                          | 9           | 1934        | 1990         | 3                       | Winnaar         |
| Zwitserland | UEFA         | Tweede groep 1  | 17 november 1993 | 7e                           | 1           | 1934        | 1966         | 0                       | Kwartfinale     |
| Nederland   | UEFA         | Tweede groep 2  | 17 november 1993 | 5e                           | 2           | 1934        | 1990         | 0                       | Tweede          |
| Noorwegen   | UEFA         | Winnaar groep 2 | 13 oktober 1993  | 2e                           | 1           | 1938        | 1938         | 0                       | Groepsfase      |
| Spanje      | UEFA         | Winnaar groep 3 | 17 november 1993 | 9e                           | 5           | 1934        | 1990         | 0                       | Vierde          |
| Ierland     | UEFA         | Tweede groep 3  | 17 november 1993 | 1e                           | 1           | n.v.t.      | n.v.t.       | n.v.t.                  | n.v.t.          |
| België      | UEFA         | Winnaar groep 4 | 17 november 1993 | 9e                           | 4           | 1930        | 1990         | 0                       | Vierde          |
| Roemenië    | UEFA         | Tweede groep 4  | 17 november 1993 | 5e                           | 1           | 1930        | 1970         | 0                       | Groepsfase      |
| Rusland     | UEFA         | Winnaar groep 5 | 2 juni 1993      | 1e                           | 1           | n.v.t.      | n.v.t.       | n.v.t.                  | n.v.t.          |
| Griekenland | UEFA         | Tweede groep 5  | 23 mei 1993      | 1e                           | 1           | n.v.t.      | n.v.t.       | n.v.t.                  | n.v.t.          |
| Bulgarije   | UEFA         | Winnaar groep 6 | 17 november 1993 | 6e                           | 1           | 1962        | 1990         | 0                       | Vierde          |
| Zweden      | UEFA         | Tweede groep 6  | 10 november 1993 | 9e                           | 2           | 1934        | 1978         | 0                       | Tweede          |

## Loting en potten
De loting was op 8 december 1991. Voor deze loting werden de landen verdeeld over 6 potten. Een poule zou 7 landen bevatten, uit pot 6 zouden Letland en Litouwen bij elkaar geloot worden.
| Pot 1                                               | Pot 2                                                                | Pot 3                                               | Pot 4                                                           | Pot 5                                        | Pot 6                                                        |
| --------------------------------------------------- | -------------------------------------------------------------------- | --------------------------------------------------- | --------------------------------------------------------------- | -------------------------------------------- | ------------------------------------------------------------ |
| Italië Engeland Spanje België Sovjet-Unie Frankrijk | Joegoslavië Tsjecho-Slowakije Nederland Schotland Oostenrijk Ierland | Roemenië Denemarken Polen Hongarije Portugal Zweden | Noord-Ierland Bulgarije Zwitserland Noorwegen Wales Griekenland | Turkije IJsland Finland Albanië Malta Cyprus | Luxemburg San Marino Faeröer Israël Estland Letland Litouwen |

## Groepen en wedstrijden
Legenda

### Groep 1
Arrigo Sacchi boekte als coach van AC Milan grote successen en moest nu proberen Italië net zo spectaculair te laten voetballen, maar zonder de inbreng van de Nederlanders van AC Milan was dat een moeilijke opgave. De start was moeizaam, Italië ontsnapte aan een nederlaag in de thuiswedstrijd tegen Zwitserland door in de slotfase twee keer te scoren: 2-2. Na een gelijkspel in Schotland boekte de ploeg een moeizame 1-2-overwinning op Malta, waarbij aanvoerder Franco Baresi een rode kaart ontving. Na een ouderwetse counteroverwinning op Portugal (1-3 in Lissabon), verloor men met 1-0 van Zwitserland. 
Voor de laatste speeldag stonden Portugal en Italië bovenaan met één punt voorsprong op Zwitserland. Schotland speelde geen rol van betekenis en plaatste zich voor het eerst sinds 1974 niet voor de eindronde, vooral de 5-0-nederlaag tegen Portugal was pijnlijk. Zwitserland won van Estland met 4-0 en plaatste zich voor het eerst sinds 1966 voor de eindronde. Zwitserland had een sterke generatie met aanvaller Stéphane Chapuisat van Borussia Dortmund en middenvelder Alain Sutter als belangrijkste spelers.
Portugal en Italië speelden in Milaan tegen elkaar, waarbij Italië genoeg had aan een gelijkspel. Portugal verzuimde een voorsprong te hebben voor het duel door voor liefst 105.000 toeschouwers slechts met 3-0 van Estland te winnen, het had nu een gelijk doelsaldo als Italië, maar Italië had meer doelpunten gemaakt. Voor spelers als Paulo Futre als Rui Aguas was het de laatste kans op succes in het nationale team, daarnaast was de nieuwe generatie onder aanvoering van Luís Figo en Rui Costa in opkomst, zij werden wereldkampioen bij de jeugd. De wedstrijd viel tegen, beide ploegen opereerden voorzichtig en Portugal durfde weinig risico te nemen. De beslissing viel in de slotfase door een doelpunt van Dino Baggio voor Italië. Sacchi leefde in onmin met vedette Gianluca Vialli, hij zou nooit meer spelen voor de nationale ploeg. De absolute vedette was Roberto Baggio, die verkozen werd tot voetballer van het jaar.
| Pos | Land        | Wed | Win | Gel | Ver | DV | DT | +/− | Pnt |
| --- | ----------- | --- | --- | --- | --- | -- | -- | --- | --- |
| 1   | Italië      | 10  | 7   | 2   | 1   | 22 | 7  | +15 | 16  |
| 2   | Zwitserland | 10  | 6   | 3   | 1   | 23 | 6  | +17 | 15  |
| 3   | Portugal    | 10  | 6   | 2   | 2   | 18 | 5  | +13 | 14  |
| 4   | Schotland   | 10  | 4   | 3   | 3   | 14 | 13 | +1  | 11  |
| 5   | Malta       | 10  | 1   | 1   | 8   | 3  | 23 | –20 | 3   |
| 6   | Estland     | 10  | 0   | 1   | 9   | 1  | 27 | –26 | 1   |

|                  |         |                                                       |             |                                                                                       |
| 16 augustus 1992 | Estland | 0 – 6                                                 | Zwitserland | Kadriorustadion, Tallinn Toeschouwers: 2.412 Scheidsrechter: Michał Listkiewicz (POL) |
| 16 augustus 1992 |         | Chapuisat 23', 68' Bregy 29' Knup 46', 66' Sforza 84' |             | Kadriorustadion, Tallinn Toeschouwers: 2.412 Scheidsrechter: Michał Listkiewicz (POL) |

|                  |                        |       |             |                                                                              |
| 9 september 1992 | Zwitserland            | 3 – 1 | Schotland   | Wankdorf, Bern Toeschouwers: 12.000 Scheidsrechter: Mario van der Ende (NED) |
| 9 september 1992 | Knup 2', 71' Bregy 81' |       | McCoist 13' | Wankdorf, Bern Toeschouwers: 12.000 Scheidsrechter: Mario van der Ende (NED) |

|                 |                            |       |                         |                                                                                       |
| 14 oktober 1992 | Italië                     | 2 – 2 | Zwitserland             | Stadio Sant'Elia, Cagliari Toeschouwers: 26.216 Scheidsrechter: Peter Mikkelsen (DEN) |
| 14 oktober 1992 | R. Baggio 83' Eranio 90+1' |       | Ohrel 17' Chapuisat 21' | Stadio Sant'Elia, Cagliari Toeschouwers: 26.216 Scheidsrechter: Peter Mikkelsen (DEN) |

|                 |           |       |          |                                                                                  |
| 14 oktober 1992 | Schotland | 0 – 0 | Portugal | Ibrox Park, Glasgow Toeschouwers: 22.583 Scheidsrechter: Hubert Forstinger (AUT) |
| 14 oktober 1992 |           |       |          | Ibrox Park, Glasgow Toeschouwers: 22.583 Scheidsrechter: Hubert Forstinger (AUT) |

|                 |       |       |         |                                                                                 |
| 25 oktober 1992 | Malta | 0 – 0 | Estland | Ta' Qalistadion, Ta' Qali Toeschouwers: 1.456 Scheidsrechter: Oğuz Sarvan (TUR) |
| 25 oktober 1992 |       |       |         | Ta' Qalistadion, Ta' Qali Toeschouwers: 1.456 Scheidsrechter: Oğuz Sarvan (TUR) |

|                  |           |       |        |                                                                                 |
| 18 november 1992 | Schotland | 0 – 0 | Italië | Ibrox Park, Glasgow Toeschouwers: 33.029 Scheidsrechter: Aron Schmidhuber (GER) |
| 18 november 1992 |           |       |        | Ibrox Park, Glasgow Toeschouwers: 33.029 Scheidsrechter: Aron Schmidhuber (GER) |

|                  |                                    |       |       |                                                                            |
| 18 november 1992 | Zwitserland                        | 3 – 0 | Malta | Wankdorf, Bern Toeschouwers: 14.200 Scheidsrechter: Sergei Khusainov (RUS) |
| 18 november 1992 | Bickel 2' Sforza 44' Chapuisat 89' |       |       | Wankdorf, Bern Toeschouwers: 14.200 Scheidsrechter: Sergei Khusainov (RUS) |

|                  |             |       |                        |                                                                                   |
| 19 december 1992 | Malta       | 1 – 2 | Italië                 | Ta' Qalistadion, Ta' Qali Toeschouwers: 14.191 Scheidsrechter: Guy Goethals (BEL) |
| 19 december 1992 | Gregory 85' |       | Vialli 59' Signori 62' | Ta' Qalistadion, Ta' Qali Toeschouwers: 14.191 Scheidsrechter: Guy Goethals (BEL) |

|                 |       |               |          |                                                                                    |
| 24 januari 1993 | Malta | 0 – 1         | Portugal | Ta' Qalistadion, Ta' Qali Toeschouwers: 11.500 Scheidsrechter: David Elleray (ENG) |
| 24 januari 1993 |       | Rui Aguas 58' |          | Ta' Qalistadion, Ta' Qali Toeschouwers: 11.500 Scheidsrechter: David Elleray (ENG) |

|                  |                            |       |       |                                                                           |
| 17 februari 1993 | Schotland                  | 3 – 0 | Malta | Ibrox Park, Glasgow Toeschouwers: 35.490 Scheidsrechter: Ilkka Koho (FIN) |
| 17 februari 1993 | McCoist 15', 68' Nevin 84' |       |       | Ibrox Park, Glasgow Toeschouwers: 35.490 Scheidsrechter: Ilkka Koho (FIN) |

|                  |           |       |                                          |                                                                                 |
| 24 februari 1993 | Portugal  | 1 – 3 | Italië                                   | Estádio das Antas, Porto Toeschouwers: 30.761 Scheidsrechter: Bo Karlsson (SWE) |
| 24 februari 1993 | Couto 56' |       | R. Baggio 2' Casiraghi 25' D. Baggio 73' | Estádio das Antas, Porto Toeschouwers: 30.761 Scheidsrechter: Bo Karlsson (SWE) |

|               |                                                                       |       |                     |                                                                                   |
| 24 maart 1993 | Italië                                                                | 6 – 1 | Malta               | La Favorita, Palermo Toeschouwers: 33.720 Scheidsrechter: Vassilios Nikakis (GRE) |
| 24 maart 1993 | D. Baggio 19' Signori 38' Vierchowod 48' Mancini 58', 89' Maldini 73' |       | Busuttil 68' (pen.) | La Favorita, Palermo Toeschouwers: 33.720 Scheidsrechter: Vassilios Nikakis (GRE) |

|               |               |       |            |                                                                              |
| 31 maart 1993 | Zwitserland   | 1 – 1 | Portugal   | Wankdorf, Bern Toeschouwers: 29.095 Scheidsrechter: Kim Milton Nielsen (DEN) |
| 31 maart 1993 | Chapuisat 39' |       | Semedo 44' | Wankdorf, Bern Toeschouwers: 29.095 Scheidsrechter: Kim Milton Nielsen (DEN) |

|               |                           |       |         |                                                                                     |
| 14 april 1993 | Italië                    | 2 – 0 | Estland | Stadio Nereo Rocco, Triëst Toeschouwers: 33.000 Scheidsrechter: Sándor Piller (HUN) |
| 14 april 1993 | R. Baggio 22' Signori 87' |       |         | Stadio Nereo Rocco, Triëst Toeschouwers: 33.000 Scheidsrechter: Sándor Piller (HUN) |

|               |       |                          |             |                                                                                     |
| 17 april 1993 | Malta | 0 – 2                    | Zwitserland | Ta' Qalistadion, Ta' Qali Toeschouwers: 7.837 Scheidsrechter: Ion Crǎciunescu (ROU) |
| 17 april 1993 |       | Ohrel 31' Türkyilmaz 89' |             | Ta' Qalistadion, Ta' Qali Toeschouwers: 7.837 Scheidsrechter: Ion Crǎciunescu (ROU) |

|               |                                              |       |           |                                                                                 |
| 28 april 1993 | Portugal                                     | 5 – 0 | Schotland | Estádio da Luz, Lissabon Toeschouwers: 28.000 Scheidsrechter: Sándor Puhl (HUN) |
| 28 april 1993 | Rui Barros 5', 70' Cadete 45', 72' Futre 67' |       |           | Estádio da Luz, Lissabon Toeschouwers: 28.000 Scheidsrechter: Sándor Puhl (HUN) |

|            |              |       |        |                                                                                    |
| 1 mei 1993 | Zwitserland  | 1 – 0 | Italië | Wankdorf, Bern Toeschouwers: 32.000 Scheidsrechter: Antonio Martin Navarrete (ESP) |
| 1 mei 1993 | Hottiger 56' |       |        | Wankdorf, Bern Toeschouwers: 32.000 Scheidsrechter: Antonio Martin Navarrete (ESP) |

|             |         |             |       |                                                                                |
| 12 mei 1993 | Estland | 0 – 1       | Malta | Kadriorustadion, Tallinn Toeschouwers: 4.500 Scheidsrechter: Markus Merk (GER) |
| 12 mei 1993 |         | Laferla 16' |       | Kadriorustadion, Tallinn Toeschouwers: 4.500 Scheidsrechter: Markus Merk (GER) |

|             |         |              |                                     |                                                                                 |
| 19 mei 1993 | Estland | 0 – 3        | Schotland                           | Kadriorustadion, Tallinn Toeschouwers: 1.800 Scheidsrechter: Tore Hollung (NOR) |
| 19 mei 1993 |         | Externe link | Gallacher 43' Collins 59' Booth 73' | Kadriorustadion, Tallinn Toeschouwers: 1.800 Scheidsrechter: Tore Hollung (NOR) |

|             |                                   |              |            |                                                                              |
| 2 juni 1993 | Schotland                         | 3 – 1        | Estland    | Pittodrie, Aberdeen Toeschouwers: 14.307 Scheidsrechter: Atanas Uzunov (BUL) |
| 2 juni 1993 | McClair 18' Nevin 27', 72' (pen.) | Externe link | Bragin 57' | Pittodrie, Aberdeen Toeschouwers: 14.307 Scheidsrechter: Atanas Uzunov (BUL) |

|              |                                                    |       |       |                                                                                |
| 19 juni 1993 | Portugal                                           | 4 – 0 | Malta | Estádio do Bessa, Porto Toeschouwers: 10.000 Scheidsrechter: Jiří Ulrich (CZE) |
| 19 juni 1993 | Nogueira 1' Rui Costa 8' João Pinto 23' Cadete 85' |       |       | Estádio do Bessa, Porto Toeschouwers: 10.000 Scheidsrechter: Jiří Ulrich (CZE) |

|                  |         |                         |          |                                                                               |
| 5 september 1993 | Estland | 0 – 2                   | Portugal | Kadriorustadion, Tallinn Toeschouwers: 2.790 Scheidsrechter: Ilkka Koho (FIN) |
| 5 september 1993 |         | Rui Costa 61' Folha 74' |          | Kadriorustadion, Tallinn Toeschouwers: 2.790 Scheidsrechter: Ilkka Koho (FIN) |

|                  |             |       |                  |                                                                             |
| 8 september 1993 | Schotland   | 1 – 1 | Zwitserland      | Pittodrie, Aberdeen Toeschouwers: 21.500 Scheidsrechter: Joël Quiniou (FRA) |
| 8 september 1993 | Collins 50' |       | Bregy 70' (pen.) | Pittodrie, Aberdeen Toeschouwers: 21.500 Scheidsrechter: Joël Quiniou (FRA) |

|                   |         |                                       |        |                                                                                 |
| 22 september 1993 | Estland | 0 – 3                                 | Italië | Kadriorustadion, Tallinn Toeschouwers: 5.350 Scheidsrechter: Jan Damgaard (DEN) |
| 22 september 1993 |         | R. Baggio 20' (pen.), 73' Mancini 59' |        | Kadriorustadion, Tallinn Toeschouwers: 5.350 Scheidsrechter: Jan Damgaard (DEN) |

|                 |               |       |             |                                                                                  |
| 13 oktober 1993 | Portugal      | 1 – 0 | Zwitserland | Estádio das Antas, Porto Toeschouwers: 55.000 Scheidsrechter: Hellmut Krug (GER) |
| 13 oktober 1993 | João Pinto 8' |       |             | Estádio das Antas, Porto Toeschouwers: 55.000 Scheidsrechter: Hellmut Krug (GER) |

|                 |                                      |       |               |                                                                                    |
| 13 oktober 1993 | Italië                               | 3 – 1 | Schotland     | Olympisch Stadion, Rome Toeschouwers: 61.178 Scheidsrechter: Ion Crǎciunescu (ROU) |
| 13 oktober 1993 | Donadoni 3' Casiraghi 16' Eranio 80' |       | Gallacher 18' | Olympisch Stadion, Rome Toeschouwers: 61.178 Scheidsrechter: Ion Crǎciunescu (ROU) |

|                  |                                          |       |         |                                                                                   |
| 10 november 1993 | Portugal                                 | 3 – 0 | Estland | Estádio da Luz, Lissabon Toeschouwers: 105.000 Scheidsrechter: Eric Blareau (BEL) |
| 10 november 1993 | Futre 2' Oceano 37' (pen.) Rui Aguas 86' |       |         | Estádio da Luz, Lissabon Toeschouwers: 105.000 Scheidsrechter: Eric Blareau (BEL) |

|                  |               |       |          |                                                                                          |
| 17 november 1993 | Italië        | 1 – 0 | Portugal | Stadio Giuseppe Meazza, Milaan Toeschouwers: 71.513 Scheidsrechter: Ryszard Wójcik (POL) |
| 17 november 1993 | D. Baggio 83' |       |          | Stadio Giuseppe Meazza, Milaan Toeschouwers: 71.513 Scheidsrechter: Ryszard Wójcik (POL) |

|                  |       |                         |           |                                                                                         |
| 17 november 1993 | Malta | 0 – 2                   | Schotland | Ta' Qalistadion, Ta' Qali Toeschouwers: 8.900 Scheidsrechter: Periklis Vassilakis (GRE) |
| 17 november 1993 |       | McKinlay 15' Hendry 74' |           | Ta' Qalistadion, Ta' Qali Toeschouwers: 8.900 Scheidsrechter: Periklis Vassilakis (GRE) |

|                  |                                            |       |         |                                                                            |
| 17 november 1993 | Zwitserland                                | 4 – 0 | Estland | Hardturm, Zürich Toeschouwers: 21.000 Scheidsrechter: Zoran Petrović (YUG) |
| 17 november 1993 | Knup 32' Bregy 34' Ohrel 45' Chapuisat 61' |       |         | Hardturm, Zürich Toeschouwers: 21.000 Scheidsrechter: Zoran Petrović (YUG) |

### Groep 2
Na het EK in Zweden stopte Rinus Michels zijn trainerscarrière en werd assistent Dick Advocaat aangewezen als hoofdcoach voor de kwalificatie, Johan Cruijff zou het WK zelf doen. Nederland had een valse start, het opkomende Noorwegen versloeg Oranje met 2-1. Ruud Gullit deed niet mee, hij was het niet eens met het aanvallende concept in een oefenwedstrijd tegen Italië en stelde zich niet beschikbaar. In de tweede wedstrijd tegen Polen kwam Nederland binnen vijftien minuten op een 0-2 achterstand, mede door een blunder van doelman Stanley Menzo. Voor slechts 15.000 toeschouwers in de Kuip was Peter van Vossen de redder des vaderlands met twee treffers, maar met name Marco van Basten en Dennis Bergkamp misten veel kansen. Voor de derde wedstrijd uit tegen Turkije kon van Basten niet spelen door een blessure, hij zou nooit meer kunnen spelen voor het Nederlands elftal. Advocaat verving Menzo door Ed de Goey en Nederland won met 1-3 door weer twee treffers van Van Vossen en een van de weer beschikbare Ruud Gullit. 
Cruciaal was nu de uitwedstrijd tegen Engeland, Nederland kwam snel op een 2-0 achterstand door doelpunten van John Barnes en David Platt. Uit een pass van Jan Wouters scoorde Bergkamp met een subtiel wippertje. Nederland drukte de hele wedstrijd, maar leek te verliezen, totdat de razendsnelle Mark Overmars werd neergehaald in het strafschopgebied door Des Walker. Peter van Vossen was opnieuw redder des vaderlands en verzilverde de strafschop: 2-2. Van Vossen was ingevallen voor de matig spelende Ruud Gullit, die daar erg verontwaardigd over was en zich opnieuw niet beschikbaar stelde voor het Nederlands Elftal. Dieptepunt van de wedstrijd was een beruchte elleboogstoot van Jan Wouters naar Paul Gascoigne, hij werd vervangen in de rust en moest lange tijd doorspelen met een masker. 
Ondertussen stoomde Noorwegen door onder leiding van Egil Olsen, die met een verdedigende tactiek zonder franje met 1-1 gelijk speelde in Engeland en de return met 2-0 won. Engeland faalde volledig in die wedstrijd en Des Walker maakte ook nu weer cruciale fouten en zou niet meer voor het team geselecteerd worden. Ook Nederland kon de Noorse muur niet slechten en bleef steken op 0-0. Voor het nieuwe voetbalseizoen had Noorwegen een ruime voorsprong met 12 punten uit zeven wedstrijden, drie meer dan Nederland en Engeland. Polen was toen ook nog kansrijk met acht punten uit vijf wedstrijden, maar zou de overige vijf wedstrijden allemaal verliezen. Na een 0-3 overwinning in Polen konden de Noren de tickets bestellen en deden voor de eerste keer sinds 1938 mee aan het toernooi.
Alles hing nu af van de beslissende wedstrijd in de Kuip tussen Nederland en Engeland, Frank Rijkaard maakte een zuiver doelpunt in de eerste helft, maar het doelpunt werd afgekeurd. Engeland kreeg de beste kansen. Vroeg in de tweede helft haalde Ronald Koeman de doorgebroken David Platt neer, net buiten het strafschopgebied. Tot verbijstering van heel Engeland werd Koeman niet uit het veld gestuurd door scheidsrechter Assenmacher. Vlak daarna kreeg Nederland een vrije trap en uitgerekend Ronald Koeman scoorde fraai. Vervolgens schoot Paul Merson nog op de paal uit een vrije trap, maar uiteindelijk besliste Dennis Bergkamp de wedstrijd: 2-0. Nederland had nu genoeg aan een gelijkspel in Polen om zich te kwalificeren en voor overwegend Nederlandse supporters maakte Nederland het in de tweede helft af: 1-3. Engeland plaatste zich niet voor het WK en bondscoach Graham Taylor stapte op.r 
Nederland was nu gekwalificeerd, maar rustig werd het niet rond het elftal. Tijdens de loting deelde bondsvoorzitter Jos Staatsen mee, dat de KNVB alsnog afzag van Johan Cruijff als bondscoach vanwege de hoge financiële en technische voorwaarden van Cruijff, Advocaat zou nu ook de eindronde coachen. Ruud Gullit leefde ondertussen helemaal op bij zijn nieuwe club Sampdoria en er werd afgesproken, dat Gullit zich weer beschikbaar stelde voor de eindronde. Tijdens de eerste oefenwedstrijd tegen Schotland ging het al snel mis, Gullit hekelde na afloop de te aanvallende tactiek en vertrok uit het trainingskamp. Tot verbazing van iedereen deelde de al een jaar niet spelende Marco van Basten mede, dat hij zich beschikbaar stelde, maar dat plan was totaal niet realistisch. Van Basten zou zich een jaar later definitief moeten laten afkeuren.
| Pos | Land       | Wed | Win | Gel | Ver | DV | DT | +/− | Pnt |
| --- | ---------- | --- | --- | --- | --- | -- | -- | --- | --- |
| 1   | Noorwegen  | 10  | 7   | 2   | 1   | 25 | 5  | +20 | 16  |
| 2   | Nederland  | 10  | 6   | 3   | 1   | 29 | 9  | +20 | 15  |
| 3   | Engeland   | 10  | 5   | 3   | 2   | 26 | 9  | +17 | 13  |
| 4   | Polen      | 10  | 3   | 2   | 5   | 10 | 15 | –5  | 8   |
| 5   | Turkije    | 10  | 3   | 1   | 6   | 11 | 19 | –8  | 7   |
| 6   | San Marino | 10  | 0   | 1   | 9   | 2  | 46 | –44 | 1   |

|                  |                                                                                |        |            |                                                                           |
| 9 september 1992 | Noorwegen                                                                      | 10 – 0 | San Marino | Ullevaalstadion, Oslo Toeschouwers: 6.511 Scheidsrechter: Esa Palsi (FIN) |
| 9 september 1992 | Rekdal 4', 79' Halle 6', 53', 70' Sørloth 15', 22' Nilsen 46', 67' Mykland 74' |        |            | Ullevaalstadion, Oslo Toeschouwers: 6.511 Scheidsrechter: Esa Palsi (FIN) |

|                   |                              |       |              |                                                                              |
| 23 september 1992 | Noorwegen                    | 2 – 1 | Nederland    | Ullevaalstadion, Oslo Toeschouwers: 19.998 Scheidsrechter: Rémi Harrel (FRA) |
| 23 september 1992 | Rekdal 9' (pen.) Sørloth 78' |       | Bergkamp 10' | Ullevaalstadion, Oslo Toeschouwers: 19.998 Scheidsrechter: Rémi Harrel (FRA) |

|                   |             |       |         |                                                                        |
| 23 september 1992 | Polen       | 1 – 0 | Turkije | Miejski, Poznań Toeschouwers: 12.000 Scheidsrechter: Markus Merk (GER) |
| 23 september 1992 | Wałdoch 33' |       |         | Miejski, Poznań Toeschouwers: 12.000 Scheidsrechter: Markus Merk (GER) |

|                |            |                     |           |                                                                                            |
| 7 oktober 1992 | San Marino | 0 – 2               | Noorwegen | Stadio Olimpico, Serravalle Toeschouwers: 1.187 Scheidsrechter: Juan Ansuategui Roca (ESP) |
| 7 oktober 1992 |            | Jakobsen 7' Flo 19' |           | Stadio Olimpico, Serravalle Toeschouwers: 1.187 Scheidsrechter: Juan Ansuategui Roca (ESP) |

|                 |           |       |            |                                                                                 |
| 14 oktober 1992 | Engeland  | 1 – 1 | Noorwegen  | Wembley, Londen Toeschouwers: 51.441 Scheidsrechter: Arturo Brizio Carter (MEX) |
| 14 oktober 1992 | Platt 55' |       | Rekdal 77' | Wembley, Londen Toeschouwers: 51.441 Scheidsrechter: Arturo Brizio Carter (MEX) |

|                 |                     |       |                             |                                                                                  |
| 14 oktober 1992 | Nederland           | 2 – 2 | Polen                       | De Kuip, Rotterdam Toeschouwers: 14.500 Scheidsrechter: Arcangelo Pezzella (ITA) |
| 14 oktober 1992 | Van Vossen 43', 46' |       | Koźmiński 19' Kowalczyk 21' | De Kuip, Rotterdam Toeschouwers: 14.500 Scheidsrechter: Arcangelo Pezzella (ITA) |

|                 |                                   |       |                |                                                                                       |
| 28 oktober 1992 | Turkije                           | 4 – 1 | San Marino     | Ankara 19 Mayısstadion, Ankara Toeschouwers: 22.303 Scheidsrechter: Ali Bujsaim (UAE) |
| 28 oktober 1992 | Hakan 37', 89' Orhan 87' Hami 90' |       | Bacciocchi 53' | Ankara 19 Mayısstadion, Ankara Toeschouwers: 22.303 Scheidsrechter: Ali Bujsaim (UAE) |

|                  |                                           |       |         |                                                                        |
| 18 november 1992 | Engeland                                  | 4 – 0 | Turkije | Wembley, Londen Toeschouwers: 42.984 Scheidsrechter: Bo Karlsson (SWE) |
| 18 november 1992 | Gascoigne 16', 61' Shearer 28' Pearce 60' |       |         | Wembley, Londen Toeschouwers: 42.984 Scheidsrechter: Bo Karlsson (SWE) |

|                  |            |       |                                |                                                                                          |
| 16 december 1992 | Turkije    | 1 – 3 | Nederland                      | BJK Inönüstadion, Istanboel Toeschouwers: 7.585 Scheidsrechter: Kurt Röthlisberger (SUI) |
| 16 december 1992 | Feyyaz 61' |       | Van Vossen 57', 87' Gullit 59' | BJK Inönüstadion, Istanboel Toeschouwers: 7.585 Scheidsrechter: Kurt Röthlisberger (SUI) |

|                  |                                                   |       |            |                                                                           |
| 17 februari 1993 | Engeland                                          | 6 – 0 | San Marino | Wembley, Londen Toeschouwers: 51.154 Scheidsrechter: Roger Philippi (LUX) |
| 17 februari 1993 | Platt 13', 24', 67', 83' Palmer 78' Ferdinand 86' |       |            | Wembley, Londen Toeschouwers: 51.154 Scheidsrechter: Roger Philippi (LUX) |

|                  |                               |       |                   |                                                                                          |
| 24 februari 1993 | Nederland                     | 3 – 1 | Turkije           | Galgenwaard, Utrecht Toeschouwers: 13.000 Scheidsrechter: Antonio Martin Navarrete (ESP) |
| 24 februari 1993 | Overmars 4' Witschge 37', 57' |       | Feyyaz 36' (pen.) | Galgenwaard, Utrecht Toeschouwers: 13.000 Scheidsrechter: Antonio Martin Navarrete (ESP) |

|               |            |       |         |                                                                                   |
| 10 maart 1993 | San Marino | 0 – 0 | Turkije | Stadio Olimpico, Serravalle Toeschouwers: 957 Scheidsrechter: Michel Piraux (BEL) |
| 10 maart 1993 |            |       |         | Stadio Olimpico, Serravalle Toeschouwers: 957 Scheidsrechter: Michel Piraux (BEL) |

|               |                                                                                        |       |            |                                                                              |
| 24 maart 1993 | Nederland                                                                              | 6 – 0 | San Marino | Galgenwaard, Utrecht Toeschouwers: 12.500 Scheidsrechter: Gerd Grabher (AUT) |
| 24 maart 1993 | Van den Brom 2' Canti 29' (e.d.) de Wolf 52', 85' R. de Boer 68' (pen.) Van Vossen 78' |       |            | Galgenwaard, Utrecht Toeschouwers: 12.500 Scheidsrechter: Gerd Grabher (AUT) |

|               |         |                        |          |                                                                                     |
| 31 maart 1993 | Turkije | 0 – 2                  | Engeland | Izmir Atatürkstadion, İzmir Toeschouwers: 35.000 Scheidsrechter: Fabio Baldas (ITA) |
| 31 maart 1993 |         | Platt 7' Gascoigne 45' |          | Izmir Atatürkstadion, İzmir Toeschouwers: 35.000 Scheidsrechter: Fabio Baldas (ITA) |

|               |                     |       |                                    |                                                                            |
| 28 april 1993 | Engeland            | 2 – 2 | Nederland                          | Wembley, Londen Toeschouwers: 73.163 Scheidsrechter: Peter Mikkelsen (DEN) |
| 28 april 1993 | Barnes 2' Platt 23' |       | Bergkamp 34' Van Vossen 85' (pen.) | Wembley, Londen Toeschouwers: 73.163 Scheidsrechter: Peter Mikkelsen (DEN) |

|               |                                             |       |            |                                                                                    |
| 28 april 1993 | Noorwegen                                   | 3 – 1 | Turkije    | Ullevaalstadion, Oslo Toeschouwers: 21.530 Scheidsrechter: Hans-Jürgen Weber (GER) |
| 28 april 1993 | Rekdal 14' (pen.) Fjørtoft 17' Jakobsen 55' |       | Feyyaz 57' | Ullevaalstadion, Oslo Toeschouwers: 21.530 Scheidsrechter: Hans-Jürgen Weber (GER) |

|               |            |       |            |                                                                                 |
| 28 april 1993 | Polen      | 1 – 0 | San Marino | Stadion Widzewa, Łódź Toeschouwers: 20.000 Scheidsrechter: Leslie Mottram (SCO) |
| 28 april 1993 | Furtok 70' |       |            | Stadion Widzewa, Łódź Toeschouwers: 20.000 Scheidsrechter: Leslie Mottram (SCO) |

|             |            |                                  |       |                                                                                        |
| 19 mei 1993 | San Marino | 0 – 3                            | Polen | Stadio Olimpico, Serravalle Toeschouwers: 1.223 Scheidsrechter: Plarent Kotherja (ALB) |
| 19 mei 1993 |            | Leśniak 52', 80' K. Warzycha 56' |       | Stadio Olimpico, Serravalle Toeschouwers: 1.223 Scheidsrechter: Plarent Kotherja (ALB) |

|             |              |       |               |                                                                                      |
| 29 mei 1993 | Polen        | 1 – 1 | Engeland      | Śląskistadion, Chorzów Toeschouwers: 60.000 Scheidsrechter: Serge Muhmenthaler (SUI) |
| 29 mei 1993 | Adamczuk 36' |       | I. Wright 84' | Śląskistadion, Chorzów Toeschouwers: 60.000 Scheidsrechter: Serge Muhmenthaler (SUI) |

|             |                             |       |          |                                                                              |
| 2 juni 1993 | Noorwegen                   | 2 – 0 | Engeland | Ullevaalstadion, Oslo Toeschouwers: 22.256 Scheidsrechter: Sándor Puhl (HUN) |
| 2 juni 1993 | Leonhardsen 43' Bohinen 48' |       |          | Ullevaalstadion, Oslo Toeschouwers: 22.256 Scheidsrechter: Sándor Puhl (HUN) |

|             |           |       |           |                                                                                 |
| 9 juni 1993 | Nederland | 0 – 0 | Noorwegen | De Kuip, Rotterdam Toeschouwers: 42.600 Scheidsrechter: Vassilios Nikakis (GRE) |
| 9 juni 1993 |           |       |           | De Kuip, Rotterdam Toeschouwers: 42.600 Scheidsrechter: Vassilios Nikakis (GRE) |

|                  |                                       |       |       |                                                                                    |
| 8 september 1993 | Engeland                              | 3 – 0 | Polen | Wembley, Londen Toeschouwers: 71.220 Scheidsrechter: Frans Van den Wijngaert (BEL) |
| 8 september 1993 | Ferdinand 5' Gascoigne 49' Pearce 53' |       |       | Wembley, Londen Toeschouwers: 71.220 Scheidsrechter: Frans Van den Wijngaert (BEL) |

|                   |           |       |       |                                                                                     |
| 22 september 1993 | Noorwegen | 1 – 0 | Polen | Ullevaalstadion, Oslo Toeschouwers: 21.968 Scheidsrechter: Pierluigi Pairetto (ITA) |
| 22 september 1993 | Flo 55'   |       |       | Ullevaalstadion, Oslo Toeschouwers: 21.968 Scheidsrechter: Pierluigi Pairetto (ITA) |

|                   |            |                                                                       |           |                                                                                         |
| 22 september 1993 | San Marino | 0 – 7                                                                 | Nederland | Stadio Renato Dall'Ara, Bologna Toeschouwers: 3.340 Scheidsrechter: Charles Agius (MLT) |
| 22 september 1993 |            | Bosman 1', 66', 76' Jonk 21', 43' R. de Boer 51' R. Koeman 79' (pen.) |           | Stadio Renato Dall'Ara, Bologna Toeschouwers: 3.340 Scheidsrechter: Charles Agius (MLT) |

|                 |                            |       |          |                                                                                      |
| 13 oktober 1993 | Nederland                  | 2 – 0 | Engeland | De Kuip, Rotterdam Toeschouwers: 48.000 Scheidsrechter: Karl-Josef Assenmacher (GER) |
| 13 oktober 1993 | R. Koeman 61' Bergkamp 68' |       |          | De Kuip, Rotterdam Toeschouwers: 48.000 Scheidsrechter: Karl-Josef Assenmacher (GER) |

|                 |       |                                  |           |                                                                          |
| 13 oktober 1993 | Polen | 0 – 3                            | Noorwegen | Miejski, Poznań Toeschouwers: 11.000 Scheidsrechter: Václav Krondl (CZE) |
| 13 oktober 1993 |       | Flo 61' Fjørtoft 63' Johnsen 89' |           | Miejski, Poznań Toeschouwers: 11.000 Scheidsrechter: Václav Krondl (CZE) |

|                 |                         |       |               |                                                                                     |
| 27 oktober 1993 | Turkije                 | 2 – 1 | Polen         | BJK Inönüstadion, Istanboel Toeschouwers: 8.326 Scheidsrechter: Alfred Wieser (AUT) |
| 27 oktober 1993 | Hakan 52' K. Bülent 67' |       | Kowalczyk 18' | BJK Inönüstadion, Istanboel Toeschouwers: 8.326 Scheidsrechter: Alfred Wieser (AUT) |

|                  |                  |       |             |                                                                                                |
| 10 november 1993 | Turkije          | 2 – 1 | Noorwegen   | Şükrü Saracoğlustadion, Istanboel Toeschouwers: 12.000 Scheidsrechter: Sergei Khussainov (RUS) |
| 10 november 1993 | Ertuğrul 5', 26' |       | Bohinen 48' | Şükrü Saracoğlustadion, Istanboel Toeschouwers: 12.000 Scheidsrechter: Sergei Khussainov (RUS) |

|                  |             |       |                                  |                                                                         |
| 17 november 1993 | Polen       | 1 – 3 | Nederland                        | Miejski, Poznań Toeschouwers: 17.000 Scheidsrechter: Leif Sundell (SWE) |
| 17 november 1993 | Leśniak 14' |       | Bergkamp 10', 56' R. de Boer 88' | Miejski, Poznań Toeschouwers: 17.000 Scheidsrechter: Leif Sundell (SWE) |

|                  |              |       |                                                          |                                                                                                  |
| 17 november 1993 | San Marino   | 1 – 7 | Engeland                                                 | Stadio Renato Dall'Ara, Bologna Toeschouwers: 2.378 Scheidsrechter: Abdullah Mohamed Nazri (MAS) |
| 17 november 1993 | Gualtieri 1' |       | I. Wright 34', 46', 78', 90' Ince 22', 73' Ferdinand 38' | Stadio Renato Dall'Ara, Bologna Toeschouwers: 2.378 Scheidsrechter: Abdullah Mohamed Nazri (MAS) |

### Groep 3
Denemarken boekte een opmerkelijk succes door Europees kampioen te worden als vervanger van Joegoslavië. Ze begonnen deze kwalificatie stroef met doelpuntloze gelijke spelen tegen Letland en Litouwen, maar boekte in de volgende wedstrijden zeven overwinningen en alleen twee gelijke spelen tegen naaste concurrent Ierland. Belangrijk was vooral de overwinning op de andere concurrent, Spanje werd met 1-0 verslagen door een doelpunt van Flemming Povlsen en bovendien besloot Michael Laudrup zich weer beschikbaar te stellen voor het nationale team. Ierland verspilde als enige geen punten tegen de kleine landen, maar verslikte zich in de laatste thuiswedstrijd tegen Spanje: 1-3.
Voor de laatste speeldag had Denemarken één punt voorsprong op Spanje en Ierland, de Denen speelden uit tegen Spanje en Ierland speelde uit tegen Noord-Ierland. In de tiende minuut speelde de Spaanse doelman Andoni Zubizarreta de bal zomaar naar zijn ploeggenoeg bij FC Barcelona Michael Laudrup, hij kon Laudrup alleen afstoppen via een overtreding net buiten het strafschopgebied en kreeg rood. Zijn vervanger Santiago Cañizares verrichtte de ene naar de andere redding en in de 63e minuut sloeg het noodlot toe: Fernando Hierro maakte voor Spanje het winnende doelpunt. Ierland had nu genoeg aan een gelijkspel, maar in de 74e minuut nam Noord-Ierland de leiding. Uitschakeling dreigde nu, maar invaller Alan McLoughlin redde de ploeg met een gelijkmaker. Ierland en Denemarken hadden nu evenveel punten en een gelijk doelsaldo, maar Ierland had meer doelpunten gemaakt en de Europees Kampioen bleef dus thuis.
| Pos | Land          | Wed | Win | Gel | Ver | DV | DT | +/− | Pnt |
| --- | ------------- | --- | --- | --- | --- | -- | -- | --- | --- |
| 1   | Spanje        | 12  | 8   | 3   | 1   | 27 | 4  | +23 | 19  |
| 2   | Ierland       | 12  | 7   | 4   | 1   | 19 | 6  | +13 | 18  |
| 3   | Denemarken    | 12  | 7   | 4   | 1   | 15 | 2  | +13 | 18  |
| 4   | Noord-Ierland | 12  | 5   | 3   | 4   | 14 | 13 | +1  | 13  |
| 5   | Litouwen      | 12  | 2   | 3   | 7   | 8  | 21 | –13 | 7   |
| 6   | Letland       | 12  | 0   | 5   | 7   | 4  | 21 | –17 | 5   |
| 7   | Albanië       | 12  | 1   | 2   | 9   | 6  | 26 | –10 | 4   |

|               |                                  |       |         |                                                                                                  |
| 22 april 1992 | Spanje                           | 3 – 0 | Albanië | Estadio Benito Villamarín, Seville Toeschouwers: 10.000 Scheidsrechter: Serge Muhmenthaler (SUI) |
| 22 april 1992 | Míchel 2', 66' (pen.) Hierro 87' |       |         | Estadio Benito Villamarín, Seville Toeschouwers: 10.000 Scheidsrechter: Serge Muhmenthaler (SUI) |

|               |                        |       |                              |                                                                               |
| 28 april 1992 | Noord-Ierland          | 2 – 2 | Litouwen                     | Windsor Park, Belfast Toeschouwers: 4.500 Scheidsrechter: Rune Pedersen (NOR) |
| 28 april 1992 | Wilson 13' Taggart 16' |       | Narbekovas 41' Fridrikas 48' | Windsor Park, Belfast Toeschouwers: 4.500 Scheidsrechter: Rune Pedersen (NOR) |

|             |                          |       |         |                                                                                  |
| 26 mei 1992 | Ierland                  | 2 – 0 | Albanië | Lansdowne Road, Dublin Toeschouwers: 29.727 Scheidsrechter: Jaap Uilenberg (NED) |
| 26 mei 1992 | Aldridge 60' McGrath 80' |       |         | Lansdowne Road, Dublin Toeschouwers: 29.727 Scheidsrechter: Jaap Uilenberg (NED) |

|             |           |       |          |                                                                                       |
| 3 juni 1992 | Albanië   | 1 – 0 | Litouwen | Qemal Stafastadion, Tirana Toeschouwers: 12.000 Scheidsrechter: Octavian Streng (ROU) |
| 3 juni 1992 | Abazi 77' |       |          | Qemal Stafastadion, Tirana Toeschouwers: 12.000 Scheidsrechter: Octavian Streng (ROU) |

|                  |             |       |                            |                                                                            |
| 12 augustus 1992 | Letland     | 1 – 2 | Litouwen                   | Daugavastadion, Riga Toeschouwers: 6.897 Scheidsrechter: Jozef Marko (TCH) |
| 12 augustus 1992 | Linards 15' |       | Poderis 66' Tereškinas 85' | Daugavastadion, Riga Toeschouwers: 6.897 Scheidsrechter: Jozef Marko (TCH) |

|                  |         |       |            |                                                                              |
| 26 augustus 1992 | Letland | 0 – 0 | Denemarken | Daugavastadion, Riga Toeschouwers: 8.124 Scheidsrechter: Alfred Wieser (AUT) |
| 26 augustus 1992 |         |       |            | Daugavastadion, Riga Toeschouwers: 8.124 Scheidsrechter: Alfred Wieser (AUT) |

|                  |                                          |       |         |                                                                                |
| 9 september 1992 | Ierland                                  | 4 – 0 | Letland | Lansdowne Road, Dublin Toeschouwers: 32.000 Scheidsrechter: Anders Frisk (SWE) |
| 9 september 1992 | Sheedy 30' Aldridge 59', 82' (pen.), 86' |       |         | Lansdowne Road, Dublin Toeschouwers: 32.000 Scheidsrechter: Anders Frisk (SWE) |

|                  |                                    |       |         |                                                                               |
| 9 september 1992 | Noord-Ierland                      | 3 – 0 | Albanië | Windsor Park, Belfast Toeschouwers: 4.756 Scheidsrechter: Marnix Sandra (BEL) |
| 9 september 1992 | Clarke 14' Wilson 31' Magilton 44' |       |         | Windsor Park, Belfast Toeschouwers: 4.756 Scheidsrechter: Marnix Sandra (BEL) |

|                   |         |       |        |                                                                               |
| 23 september 1992 | Letland | 0 – 0 | Spanje | Daugavastadion, Riga Toeschouwers: 6.220 Scheidsrechter: Roger Philippi (LUX) |
| 23 september 1992 |         |       |        | Daugavastadion, Riga Toeschouwers: 6.220 Scheidsrechter: Roger Philippi (LUX) |

|                   |          |       |            |                                                                                 |
| 23 september 1992 | Litouwen | 0 – 0 | Denemarken | Žalgirisstadion, Vilnius Toeschouwers: 10.500 Scheidsrechter: Lube Spasov (BUL) |
| 23 september 1992 |          |       |            | Žalgirisstadion, Vilnius Toeschouwers: 10.500 Scheidsrechter: Lube Spasov (BUL) |

|                 |            |       |         |                                                                              |
| 14 oktober 1992 | Denemarken | 0 – 0 | Ierland | Parken, Kopenhagen Toeschouwers: 40.100 Scheidsrechter: Ryszard Wójcik (POL) |
| 14 oktober 1992 |            |       |         | Parken, Kopenhagen Toeschouwers: 40.100 Scheidsrechter: Ryszard Wójcik (POL) |

|                 |               |       |        |                                                                               |
| 14 oktober 1992 | Noord-Ierland | 0 – 0 | Spanje | Windsor Park, Belfast Toeschouwers: 10.343 Scheidsrechter: Hellmut Krug (GER) |
| 14 oktober 1992 |               |       |        | Windsor Park, Belfast Toeschouwers: 10.343 Scheidsrechter: Hellmut Krug (GER) |

|                 |               |       |             |                                                                                   |
| 28 oktober 1992 | Litouwen      | 1 – 1 | Letland     | Žalgirisstadion, Vilnius Toeschouwers: 4.000 Scheidsrechter: Andrew Waddell (SCO) |
| 28 oktober 1992 | Fridrikas 85' |       | Linards 44' | Žalgirisstadion, Vilnius Toeschouwers: 4.000 Scheidsrechter: Andrew Waddell (SCO) |

|                  |          |       |                |                                                                                   |
| 11 november 1992 | Albanië  | 1 – 1 | Letland        | Qemal Stafastadion, Tirana Toeschouwers: 3.500 Scheidsrechter: Gerhard Kapl (AUT) |
| 11 november 1992 | Kepa 67' |       | Aleksejenko 3' | Qemal Stafastadion, Tirana Toeschouwers: 3.500 Scheidsrechter: Gerhard Kapl (AUT) |

|                  |               |               |            |                                                                              |
| 18 november 1992 | Noord-Ierland | 0 – 1         | Denemarken | Windsor Park, Belfast Toeschouwers: 11.000 Scheidsrechter: Sándor Puhl (HUN) |
| 18 november 1992 |               | H. Larsen 51' |            | Windsor Park, Belfast Toeschouwers: 11.000 Scheidsrechter: Sándor Puhl (HUN) |

|                  |        |       |         |                                                                                                   |
| 18 november 1992 | Spanje | 0 – 0 | Ierland | Estadio Benito Villamarín, Seville Toeschouwers: 50.000 Scheidsrechter: Alphonse Constantin (BEL) |
| 18 november 1992 |        |       |         | Estadio Benito Villamarín, Seville Toeschouwers: 50.000 Scheidsrechter: Alphonse Constantin (BEL) |

|                  |                                                           |       |         |                                                                                               |
| 16 december 1992 | Spanje                                                    | 5 – 0 | Letland | Estadio Benito Villamarín, Seville Toeschouwers: 19.000 Scheidsrechter: Ion Crăciunescu (ROU) |
| 16 december 1992 | Bakero 49' Guardiola 51' Alfonso 80' Begiristain 82', 83' |       |         | Estadio Benito Villamarín, Seville Toeschouwers: 19.000 Scheidsrechter: Ion Crăciunescu (ROU) |

|                  |             |       |                          |                                                                                        |
| 17 februari 1993 | Albanië     | 1 – 2 | Noord-Ierland            | Qemal Stafastadion, Tirana Toeschouwers: 7.000 Scheidsrechter: Vesselin Bogdanov (BUL) |
| 17 februari 1993 | Rraklli 90' |       | Donaghy 15' McDonald 41' | Qemal Stafastadion, Tirana Toeschouwers: 7.000 Scheidsrechter: Vesselin Bogdanov (BUL) |

|                  |                                                                     |       |          |                                                                                               |
| 24 februari 1993 | Spanje                                                              | 5 – 0 | Litouwen | Estadio Benito Villamarín, Seville Toeschouwers: 20.000 Scheidsrechter: Alfred Micallef (MLT) |
| 24 februari 1993 | Cristóbal 5' Bakero 12' Begiristain 17' Christiansen 86' Aldana 90' |       |          | Estadio Benito Villamarín, Seville Toeschouwers: 20.000 Scheidsrechter: Alfred Micallef (MLT) |

|               |             |       |        |                                                                                  |
| 31 maart 1993 | Denemarken  | 1 – 0 | Spanje | Parken, Kopenhagen Toeschouwers: 40.272 Scheidsrechter: Mario van der Ende (NED) |
| 31 maart 1993 | Povlsen 20' |       |        | Parken, Kopenhagen Toeschouwers: 40.272 Scheidsrechter: Mario van der Ende (NED) |

|               |                                     |       |               |                                                                                      |
| 31 maart 1993 | Ierland                             | 3 – 0 | Noord-Ierland | Lansdowne Road, Dublin Toeschouwers: 33.000 Scheidsrechter: Kurt Röthlisberger (SUI) |
| 31 maart 1993 | Townsend 20' Quinn 22' Staunton 28' |       |               | Lansdowne Road, Dublin Toeschouwers: 33.000 Scheidsrechter: Kurt Röthlisberger (SUI) |

|               |                         |       |         |                                                                             |
| 14 april 1993 | Denemarken              | 2 – 0 | Letland | Parken, Kopenhagen Toeschouwers: 29.000 Scheidsrechter: Rune Pedersen (NOR) |
| 14 april 1993 | Vilfort 23' Strudal 76' |       |         | Parken, Kopenhagen Toeschouwers: 29.000 Scheidsrechter: Rune Pedersen (NOR) |

|               |                                                 |       |               |                                                                                      |
| 14 april 1993 | Litouwen                                        | 3 – 1 | Albanië       | Žalgirisstadion, Vilnius Toeschouwers: 7.000 Scheidsrechter: Eyjólfur Olafsson (ICE) |
| 14 april 1993 | Baltušnikas 20' Sukristovas 25' Baranauskas 63' |       | Demollari 86' | Žalgirisstadion, Vilnius Toeschouwers: 7.000 Scheidsrechter: Eyjólfur Olafsson (ICE) |

|               |           |       |             |                                                                               |
| 28 april 1993 | Ierland   | 1 – 1 | Denemarken  | Lansdowne Road, Dublin Toeschouwers: 33.000 Scheidsrechter: Rémi Harrel (FRA) |
| 28 april 1993 | Quinn 75' |       | Vilfort 27' | Lansdowne Road, Dublin Toeschouwers: 33.000 Scheidsrechter: Rémi Harrel (FRA) |

|               |                                |       |               |                                                                                                |
| 28 april 1993 | Spanje                         | 3 – 1 | Noord-Ierland | Estadio Ramón Sánchez Pizjuán, Sevilla Toeschouwers: 20.000 Scheidsrechter: Leif Sundell (SWE) |
| 28 april 1993 | J. Salinas 21', 26' Hierro 41' |       | Wilson 11'    | Estadio Ramón Sánchez Pizjuán, Sevilla Toeschouwers: 20.000 Scheidsrechter: Leif Sundell (SWE) |

|             |         |       |         |                                                                             |
| 15 mei 1993 | Letland | 0 – 0 | Albanië | Daugavastadion, Riga Toeschouwers: 3.100 Scheidsrechter: Alan Howells (WAL) |
| 15 mei 1993 |         |       |         | Daugavastadion, Riga Toeschouwers: 3.100 Scheidsrechter: Alan Howells (WAL) |

|             |          |          |               |                                                                              |
| 25 mei 1993 | Litouwen | 0 – 1    | Noord-Ierland | Žalgirisstadion, Vilnius Toeschouwers: 6.500 Scheidsrechter: Esa Palsi (FIN) |
| 25 mei 1993 |          | Dowie 8' |               | Žalgirisstadion, Vilnius Toeschouwers: 6.500 Scheidsrechter: Esa Palsi (FIN) |

|             |           |       |                            |                                                                                         |
| 26 mei 1993 | Albanië   | 1 – 2 | Ierland                    | Qemal Stafastadion, Tirana Toeschouwers: 7.000 Scheidsrechter: Walter Cinciripini (ITA) |
| 26 mei 1993 | Kushta 8' |       | Staunton 12' Cascarino 77' | Qemal Stafastadion, Tirana Toeschouwers: 7.000 Scheidsrechter: Walter Cinciripini (ITA) |

|             |                                          |       |         |                                                                            |
| 2 juni 1993 | Denemarken                               | 4 – 0 | Albanië | Parken, Kopenhagen Toeschouwers: 39.503 Scheidsrechter: Gerd Grabher (AUT) |
| 2 juni 1993 | J. Jensen 11' Pingel 20', 40' Möller 28' |       |         | Parken, Kopenhagen Toeschouwers: 39.503 Scheidsrechter: Gerd Grabher (AUT) |

|             |             |       |                         |                                                                             |
| 2 juni 1993 | Letland     | 1 – 2 | Noord-Ierland           | Daugavastadion, Riga Toeschouwers: 2.764 Scheidsrechter: Piotr Werner (POL) |
| 2 juni 1993 | Linards 55' |       | Magilton 4' Taggart 15' | Daugavastadion, Riga Toeschouwers: 2.764 Scheidsrechter: Piotr Werner (POL) |

|             |          |                   |        |                                                                                     |
| 2 juni 1993 | Litouwen | 0 – 2             | Spanje | Žalgirisstadion, Vilnius Toeschouwers: 4.500 Scheidsrechter: Gheorghe Ionescu (ROU) |
| 2 juni 1993 |          | Guerrero 73', 77' |        | Žalgirisstadion, Vilnius Toeschouwers: 4.500 Scheidsrechter: Gheorghe Ionescu (ROU) |

|             |         |                          |         |                                                                         |
| 9 juni 1993 | Letland | 0 – 2                    | Ierland | Daugavastadion, Riga Toeschouwers: 5.113 Scheidsrechter: Dick Jol (NED) |
| 9 juni 1993 |         | Aldridge 14' McGrath 42' |         | Daugavastadion, Riga Toeschouwers: 5.113 Scheidsrechter: Dick Jol (NED) |

|              |          |              |         |                                                                                   |
| 16 juni 1993 | Litouwen | 0 – 1        | Ierland | Žalgirisstadion, Vilnius Toeschouwers: 7.000 Scheidsrechter: Roger Philippi (LUX) |
| 16 juni 1993 |          | Staunton 38' |         | Žalgirisstadion, Vilnius Toeschouwers: 7.000 Scheidsrechter: Roger Philippi (LUX) |

|                  |                                                    |       |          |                                                                              |
| 25 augustus 1993 | Denemarken                                         | 4 – 0 | Litouwen | Parken, Kopenhagen Toeschouwers: 40.282 Scheidsrechter: Brági Bergmann (ICE) |
| 25 augustus 1993 | L. Olsen 13' Pingel 44' B. Laudrup 64' Vilfort 71' |       |          | Parken, Kopenhagen Toeschouwers: 40.282 Scheidsrechter: Brági Bergmann (ICE) |

|                  |         |            |            |                                                                                    |
| 8 september 1993 | Albanië | 0 – 1      | Denemarken | Qemal Stafastadion, Tirana Toeschouwers: 8.000 Scheidsrechter: Loizos Loizou (CYP) |
| 8 september 1993 |         | Pingel 63' |            | Qemal Stafastadion, Tirana Toeschouwers: 8.000 Scheidsrechter: Loizos Loizou (CYP) |

|                  |                           |       |          |                                                                                 |
| 8 september 1993 | Ierland                   | 2 – 0 | Litouwen | Lansdowne Road, Dublin Toeschouwers: 33.000 Scheidsrechter: Rune Pedersen (NOR) |
| 8 september 1993 | Aldridge 4' Kernaghan 25' |       |          | Lansdowne Road, Dublin Toeschouwers: 33.000 Scheidsrechter: Rune Pedersen (NOR) |

|                  |                    |       |         |                                                                                    |
| 8 september 1993 | Noord-Ierland      | 2 – 0 | Letland | Windsor Park, Belfast Toeschouwers: 6.400 Scheidsrechter: João Pinto Correia (POR) |
| 8 september 1993 | Quinn 35' Gray 80' |       |         | Windsor Park, Belfast Toeschouwers: 6.400 Scheidsrechter: João Pinto Correia (POR) |

|                   |            |       |                                               |                                                                                  |
| 22 september 1993 | Albanië    | 1 – 5 | Spanje                                        | Qemal Stafastadion, Tirana Toeschouwers: 3.000 Scheidsrechter: Rémi Harrel (FRA) |
| 22 september 1993 | Kushta 40' |       | J. Salinas 4', 30', 58' Toni 18' Caminero 67' | Qemal Stafastadion, Tirana Toeschouwers: 3.000 Scheidsrechter: Rémi Harrel (FRA) |

|                 |                |       |               |                                                                          |
| 13 oktober 1993 | Denemarken     | 1 – 0 | Noord-Ierland | Parken, Kopenhagen Toeschouwers: 40.242 Scheidsrechter: Vadim Zhuk (BLR) |
| 13 oktober 1993 | B. Laudrup 83' |       |               | Parken, Kopenhagen Toeschouwers: 40.242 Scheidsrechter: Vadim Zhuk (BLR) |

|                 |              |       |                                  |                                                                                |
| 13 oktober 1993 | Ierland      | 1 – 3 | Spanje                           | Lansdowne Road, Dublin Toeschouwers: 33.000 Scheidsrechter: Fabio Baldas (ITA) |
| 13 oktober 1993 | Sheridan 72' |       | Caminero 11' J. Salinas 14', 26' | Lansdowne Road, Dublin Toeschouwers: 33.000 Scheidsrechter: Fabio Baldas (ITA) |

|                  |               |       |                |                                                                              |
| 17 november 1993 | Noord-Ierland | 1 – 1 | Ierland        | Windsor Park, Belfast Toeschouwers: 10.500 Scheidsrechter: Ahmet Çakar (TUR) |
| 17 november 1993 | Quinn 74'     |       | McLoughlin 78' | Windsor Park, Belfast Toeschouwers: 10.500 Scheidsrechter: Ahmet Çakar (TUR) |

|                  |            |       |            | |
| 17 november 1993 | Spanje     | 1 – 0 | Denemarken | Estadio Ramón Sánchez Pizjuán, Sevilla Toeschouwers: 38.000 Scheidsrechter: Vassilios Nikakis (GRE) |
| 17 november 1993 | Hierro 63' |       |            | Estadio Ramón Sánchez Pizjuán, Sevilla Toeschouwers: 38.000 Scheidsrechter: Vassilios Nikakis (GRE) |

### Groep 4
Groep 4 was de spannendste groep van allemaal, België, Tsjecho-Slowakije en Roemenië waren alle drie deelnemers aan het laatste WK en ook Wales had een sterke generatie. Roemenië begon de kwalificatie sterk met een 5-1-overwinning op Wales na een ruststand van 5-0 bij rust. Grote man bij de Roemenen was spelbepaler Gheorghe Hagi, die ondanks zijn grote kwaliteiten mislukt was bij Real Madrid en daarna speelde voor het bescheiden Italiaanse Brescia. In Brussel was Roemenië ook al superieur ten opzichte van de Belgen, maar ze misten veel kansen en België won door een doelpunt van Rudi Smidts. België boekte eerder al een belangrijke overwinning in Praag op Tsjecho-Slowakije en won de eerste zes wedstrijden op rij. Door nederlagen in Wales en Roemenië werd het toch spannend voor de Belgen. Tsjecho-Slowakije viel als land uiteen op 1 januari 1993 en vervolgde de kwalificatie als "Verbond van Tsjechen en Slowaken". Het land verspeelde dure punten door gelijk te spelen tegen Cyprus, maar was weer kansrijk door drie punten te behalen tegen Roemenië: 1-1 in Boekarest, 5-2 in Košice. De Slowaak Peter Dubovský was de grote man met drie doelpunten en werd getransfereerd naar Real Madrid. 
Op de laatste speeldag had België één punt voorsprong op Roemenië en twee punten op Wales en de VTS, de landen speelden tegen elkaar. België speelde in Brussel tegen de VTS zonder hun sterke doelman Michel Preud'homme, Filip de Wilde verving hem. De Belgen mochten niet verliezen, speelden behoudend en verloren vroeg in de tweede helft Philippe Albert met een rode kaart. De Wilde imponeerde met sterke reddingen en de Belgen plaatsten zich ternauwernood. Wales was de laatste hoop voor het Britse voetbal en moest winnen van Roemenië om zich te plaatsen. het was de laatste kans voor spits Ian Rush zich eindelijk te plaatsen voor een groot toernooi en Ryan Giggs was het nieuwe grote talent van Manchester United. Roemenië stond bij rust voor dankzij Hagi, maar na de gelijkmaker van Dean Saunders had Wales weer hoop en kreeg een strafschop. Tot ontzetting van heel Groot-Brittannië schoot Paul Bodin op de lat en in de slotfase maakte Florin Răducioiu het verlossende doelpunt voor de Roemenen. Voor de zoveelste keer miste Wales op het laatste moment kwalificatie voor een internationaal toernooi.
| Pos | Land              | Wed | Win | Gel | Ver | DV | DT | +/− | Pnt |
| --- | ----------------- | --- | --- | --- | --- | -- | -- | --- | --- |
| 1   | Roemenië          | 10  | 7   | 1   | 2   | 29 | 12 | +17 | 15  |
| 2   | België            | 10  | 7   | 1   | 2   | 16 | 5  | +11 | 15  |
| 3   | Tsjecho-Slowakije | 10  | 4   | 5   | 1   | 21 | 9  | +12 | 13  |
| 4   | Wales             | 10  | 5   | 2   | 3   | 19 | 12 | +7  | 12  |
| 5   | Cyprus            | 10  | 2   | 1   | 7   | 8  | 18 | –10 | 5   |
| 6   | Faeröer           | 10  | 0   | 0   | 10  | 1  | 38 | –37 | 0   |

|               |             |       |        |                                                                                                   |
| 22 april 1992 | België      | 1 – 0 | Cyprus | Constant Vanden Stockstadion, Brussel Toeschouwers: 15.314 Scheidsrechter: Manuel Díaz Vega (ESP) |
| 22 april 1992 | Wilmots 24' |       |        | Constant Vanden Stockstadion, Brussel Toeschouwers: 15.314 Scheidsrechter: Manuel Díaz Vega (ESP) |

|            |                                                                      |       |         |                                                                                 |
| 6 mei 1992 | Roemenië                                                             | 7 – 0 | Faeröer | Ghencea, Boekarest Toeschouwers: 10.000 Scheidsrechter: Vassilios Nikakis (GRE) |
| 6 mei 1992 | Balint 4', 40', 78' Hagi 14' Lǎcǎtuş 28' (pen.) Lupescu 44' Pană 55' |       |         | Ghencea, Boekarest Toeschouwers: 10.000 Scheidsrechter: Vassilios Nikakis (GRE) |

|             |                                         |       |          |                                                                            |
| 20 mei 1992 | Roemenië                                | 5 – 1 | Wales    | Ghencea, Boekarest Toeschouwers: 23.000 Scheidsrechter: Fabio Baldas (ITA) |
| 20 mei 1992 | Hagi 5', 35' Lupescu 7', 24' Balint 31' |       | Rush 50' | Ghencea, Boekarest Toeschouwers: 23.000 Scheidsrechter: Fabio Baldas (ITA) |

|             |         |                             |        |                                                                              |
| 3 juni 1992 | Faeröer | 0 – 3                       | België | Svangaskarð, Toftir Toeschouwers: 5.156 Scheidsrechter: Leslie Mottram (SCO) |
| 3 juni 1992 |         | Albert 30' Wilmots 65', 71' |        | Svangaskarð, Toftir Toeschouwers: 5.156 Scheidsrechter: Leslie Mottram (SCO) |

|              |         |                               |        |                                                                             |
| 16 juni 1992 | Faeröer | 0 – 2                         | Cyprus | Svangaskarð, Toftir Toeschouwers: 4.129 Scheidsrechter: Leslie Irvine (NIR) |
| 16 juni 1992 |         | Sotiriou 30' Papavasiliou 58' |        | Svangaskarð, Toftir Toeschouwers: 4.129 Scheidsrechter: Leslie Irvine (NIR) |

|                  |                   |       |                                       |                                                                                               |
| 2 september 1992 | Tsjecho-Slowakije | 1 – 2 | België                                | Stadion Evžena Rošického, Praag Toeschouwers: 10.500 Scheidsrechter: Kurt Röthlisberger (SUI) |
| 2 september 1992 | Kadlec 77'        |       | Chovanec 45' (e.d.) Czerniatynski 83' | Stadion Evžena Rošického, Praag Toeschouwers: 10.500 Scheidsrechter: Kurt Röthlisberger (SUI) |

|                  |                                                        |       |         |                                                                                    |
| 9 september 1992 | Wales                                                  | 6 – 0 | Faeröer | Cardiff Arms Park, Cardiff Toeschouwers: 7.000 Scheidsrechter: Jorge Coroado (POR) |
| 9 september 1992 | Rush 5', 64', 89' Saunders 28' Bowen 37' Blackmore 71' |       |         | Cardiff Arms Park, Cardiff Toeschouwers: 7.000 Scheidsrechter: Jorge Coroado (POR) |

|                   |                                               |       |         |                                                                                  |
| 23 september 1992 | Tsjecho-Slowakije                             | 4 – 0 | Faeröer | Všešportový areál, Košice Toeschouwers: 16.278 Scheidsrechter: Ahmet Çakar (TUR) |
| 23 september 1992 | Nemeček 23' Kuka 84', 86' Dubovsky 90' (pen.) |       |         | Všešportový areál, Košice Toeschouwers: 16.278 Scheidsrechter: Ahmet Çakar (TUR) |

|                 |            |       |          | |
| 14 oktober 1992 | België     | 1 – 0 | Roemenië | Constant Vanden Stockstadion, Brussel Toeschouwers: 21.000 Scheidsrechter: Pierluigi Pairetto (ITA) |
| 14 oktober 1992 | Smidts 27' |       |          | Constant Vanden Stockstadion, Brussel Toeschouwers: 21.000 Scheidsrechter: Pierluigi Pairetto (ITA) |

|                 |        |            |       |                                                                                  |
| 14 oktober 1992 | Cyprus | 0 – 1      | Wales | Makariostadion, Nicosia Toeschouwers: 12.000 Scheidsrechter: László Vágner (HUN) |
| 14 oktober 1992 |        | Hughes 51' |       | Makariostadion, Nicosia Toeschouwers: 12.000 Scheidsrechter: László Vágner (HUN) |

|                  |                |       |                    |                                                                           |
| 14 november 1992 | Roemenië       | 1 – 1 | Tsjecho-Slowakije  | Ghencea, Boekarest Toeschouwers: 28.000 Scheidsrechter: Joe Worrall (ENG) |
| 14 november 1992 | Dumitrescu 49' |       | Nemeček 82' (pen.) | Ghencea, Boekarest Toeschouwers: 28.000 Scheidsrechter: Joe Worrall (ENG) |

|                  |                          |       |       |                                                                                               |
| 18 november 1992 | België                   | 2 – 0 | Wales | Constant Vanden Stockstadion, Brussel Toeschouwers: 21.000 Scheidsrechter: Jan Damgaard (DEN) |
| 18 november 1992 | Staelens 53' Degryse 58' |       |       | Constant Vanden Stockstadion, Brussel Toeschouwers: 21.000 Scheidsrechter: Jan Damgaard (DEN) |

|                  |                   |       |                                               |                                                                                                   |
| 29 november 1992 | Cyprus            | 1 – 4 | Roemenië                                      | Antonis Papadopoulosstadion, Larnaca (stad) Toeschouwers: 3.000 Scheidsrechter: Neji Jouini (TUN) |
| 29 november 1992 | Pittas 39' (pen.) |       | Popescu 4' Răducioiu 36' Hagi 73' Hanganu 86' | Antonis Papadopoulosstadion, Larnaca (stad) Toeschouwers: 3.000 Scheidsrechter: Neji Jouini (TUN) |

|                  |        |                         |        |                                                                                   |
| 13 februari 1993 | Cyprus | 0 – 3                   | België | Makariostadion, Nicosia Toeschouwers: 3.000 Scheidsrechter: Piero Ceccarini (ITA) |
| 13 februari 1993 |        | Scifo 2', 5' Albert 87' |        | Makariostadion, Nicosia Toeschouwers: 3.000 Scheidsrechter: Piero Ceccarini (ITA) |

|               |              |       |                            |                                                                                      |
| 24 maart 1993 | Cyprus       | 1 – 1 | Vert. Tsjechen en Slowaken | Tsirionstadion, Limasol Toeschouwers: 2.000 Scheidsrechter: José Mendes Pratás (POR) |
| 24 maart 1993 | Sotiriou 47' |       | Moravčik 33'               | Tsirionstadion, Limasol Toeschouwers: 2.000 Scheidsrechter: José Mendes Pratás (POR) |

|               |                    |       |        |                                                                                        |
| 31 maart 1993 | Wales              | 2 – 0 | België | Cardiff Arms Park, Cardiff Toeschouwers: 27.002 Scheidsrechter: Aron Schmidhuber (GER) |
| 31 maart 1993 | Giggs 18' Rush 39' |       |        | Cardiff Arms Park, Cardiff Toeschouwers: 27.002 Scheidsrechter: Aron Schmidhuber (GER) |

|               |                     |       |              |                                                                             |
| 14 april 1993 | Roemenië            | 2 – 1 | Cyprus       | Ghencea, Boekarest Toeschouwers: 17.000 Scheidsrechter: Alfred Wieser (AUT) |
| 14 april 1993 | Dumitrescu 33', 55' |       | Sotiriou 23' | Ghencea, Boekarest Toeschouwers: 17.000 Scheidsrechter: Alfred Wieser (AUT) |

|               |                                         |       |          |                                                                                  |
| 25 april 1993 | Cyprus                                  | 3 – 1 | Faeröer  | Tsirionstadion, Limasol Toeschouwers: 4.000 Scheidsrechter: Haim Lipkovich (ISR) |
| 25 april 1993 | Xiourouppas 7' Sotiriou 43' Ioannou 75' |       | Arge 82' | Tsirionstadion, Limasol Toeschouwers: 4.000 Scheidsrechter: Haim Lipkovich (ISR) |

|               |                            |       |            |                                                                        |
| 28 april 1993 | Vert. Tsjechen en Slowaken | 1 – 1 | Wales      | Bazaly, Ostrava Toeschouwers: 7.000 Scheidsrechter: Joël Quiniou (FRA) |
| 28 april 1993 | Látal 41'                  |       | Hughes 31' | Bazaly, Ostrava Toeschouwers: 7.000 Scheidsrechter: Joël Quiniou (FRA) |

|             |                                   |       |         |                                                                                                 |
| 22 mei 1993 | België                            | 3 – 0 | Faeröer | Constant Vanden Stockstadion, Brussel Toeschouwers: 20.641 Scheidsrechter: Brendan Shorte (IRL) |
| 22 mei 1993 | Wilmots 33', 76' Scifo 50' (pen.) |       |         | Constant Vanden Stockstadion, Brussel Toeschouwers: 20.641 Scheidsrechter: Brendan Shorte (IRL) |

|             |                                             |       |                    |                                                                                         |
| 2 juni 1993 | Vert. Tsjechen en Slowaken                  | 5 – 2 | Roemenië           | Všešportový areál, Košice Toeschouwers: 15.000 Scheidsrechter: Kim Milton Nielsen (DEN) |
| 2 juni 1993 | Vrabec 13' Látal 37' Dubovský 58', 84', 90' |       | Răducioiu 26', 55' | Všešportový areál, Košice Toeschouwers: 15.000 Scheidsrechter: Kim Milton Nielsen (DEN) |

|             |         |                                 |       |                                                                          |
| 6 juni 1993 | Faeröer | 0 – 3                           | Wales | Svangaskarð, Toftir Toeschouwers: 4.209 Scheidsrechter: Vadim Zhuk (BLR) |
| 6 juni 1993 |         | Saunders 22' Young 31' Rush 69' |       | Svangaskarð, Toftir Toeschouwers: 4.209 Scheidsrechter: Vadim Zhuk (BLR) |

|              |         |                            |                            |                                                                             |
| 16 juni 1993 | Faeröer | 0 – 3                      | Vert. Tsjechen en Slowaken | Svangaskarð, Toftir Toeschouwers: 1.000 Scheidsrechter: Stephen Lodge (ENG) |
| 16 juni 1993 |         | Hašek 3' Poštulka 38', 44' |                            | Svangaskarð, Toftir Toeschouwers: 1.000 Scheidsrechter: Stephen Lodge (ENG) |

|                  |                    |       |                            |                                                                                      |
| 8 september 1993 | Wales              | 2 – 2 | Vert. Tsjechen en Slowaken | Ninian Park, Cardiff Toeschouwers: 37.558 Scheidsrechter: Juan Ansuategui Roca (ESP) |
| 8 september 1993 | Giggs 21' Rush 35' |       | Kuka 16' Dubovský 67'      | Ninian Park, Cardiff Toeschouwers: 37.558 Scheidsrechter: Juan Ansuategui Roca (ESP) |

|                  |         |                              |          |                                                                                    |
| 8 september 1993 | Faeröer | 0 – 4                        | Roemenië | Svangaskarð, Toftir Toeschouwers: 2.724 Scheidsrechter: Vadym Shevchenko (Ukraine) |
| 8 september 1993 |         | Răducioiu 23', 58', 60', 76' |          | Svangaskarð, Toftir Toeschouwers: 2.724 Scheidsrechter: Vadym Shevchenko (Ukraine) |

|                 |                                     |       |                  |                                                                           |
| 13 oktober 1993 | Roemenië                            | 2 – 1 | België           | Ghencea, Boekarest Toeschouwers: 38.000 Scheidsrechter: Sándor Puhl (HUN) |
| 13 oktober 1993 | Răducioiu 67' (pen.) Dumitrescu 85' |       | Scifo 88' (pen.) | Ghencea, Boekarest Toeschouwers: 38.000 Scheidsrechter: Sándor Puhl (HUN) |

|                 |                       |       |        |                                                                                  |
| 13 oktober 1993 | Wales                 | 2 – 0 | Cyprus | Cardiff Arms Park, Cardiff Toeschouwers: 30.825 Scheidsrechter: Philip Don (ENG) |
| 13 oktober 1993 | Saunders 70' Rush 86' |       |        | Cardiff Arms Park, Cardiff Toeschouwers: 30.825 Scheidsrechter: Philip Don (ENG) |

|                 |                                     |       |        |                                                                                  |
| 27 oktober 1993 | Vert. Tsjechen en Slowaken          | 3 – 0 | Cyprus | Všešportový areál, Košice Toeschouwers: 16.602 Scheidsrechter: Lube Spasov (BUL) |
| 27 oktober 1993 | Dubovský 11' Hapal 23' Skuhravý 77' |       |        | Všešportový areál, Košice Toeschouwers: 16.602 Scheidsrechter: Lube Spasov (BUL) |

|                  |              |       |                        |                                                                                          |
| 17 november 1993 | Wales        | 1 – 2 | Roemenië               | Cardiff Arms Park, Cardiff Toeschouwers: 40.000 Scheidsrechter: Kurt Röthlisberger (SUI) |
| 17 november 1993 | Saunders 61' |       | Hagi 32' Răducioiu 83' | Cardiff Arms Park, Cardiff Toeschouwers: 40.000 Scheidsrechter: Kurt Röthlisberger (SUI) |

|                  |        |       |                            |                                                                                               |
| 17 november 1993 | België | 0 – 0 | Vert. Tsjechen en Slowaken | Constant Vanden Stockstadion, Brussel Toeschouwers: 21.000 Scheidsrechter: Hellmut Krug (GER) |
| 17 november 1993 |        |       |                            | Constant Vanden Stockstadion, Brussel Toeschouwers: 21.000 Scheidsrechter: Hellmut Krug (GER) |

### Groep 5
Deze groep was sterk gedevalueerd door de schorsing van Joegoslavië vanwege de Joegoslavische oorlogen. Rusland en Griekenland plaatsten zich zonder problemen voor de eindronde. Voor Griekenland werd het de eerste deelname en Rusland nam de plaats in van de Sovjet-Unie. Politiek had ook invloed op het karakter van het team, want stond bij de Sovjet-Unie het collectief centraal, bij Rusland het individu. Een aantal vedetten kwamen in onmin met bondscoach Pavel Sadyrin en werden niet geselecteerd voor het WK. Het Hongaarse voetbal zat in een zware crisis en eindigde zelfs nog lager dan IJsland. Griekenland werd groepswinnaar door met 1-0 te winnen van Rusland dankzij een doelpunt van Nikos Machlas.
| Pos | Land        | Wed               | Win               | Gel               | Ver               | DV                | DT                | +/−               | Pnt               |
| --- | ----------- | ----------------- | ----------------- | ----------------- | ----------------- | ----------------- | ----------------- | ----------------- | ----------------- |
| 1   | Griekenland | 8                 | 6                 | 2                 | 0                 | 10                | 2                 | +8                | 14                |
| 2   | Rusland     | 8                 | 5                 | 2                 | 1                 | 15                | 4                 | +11               | 12                |
| 3   | IJsland     | 8                 | 3                 | 2                 | 3                 | 7                 | 6                 | +1                | 8                 |
| 4   | Hongarije   | 8                 | 2                 | 1                 | 5                 | 6                 | 11                | –5                | 5                 |
| 5   | Luxemburg   | 8                 | 0                 | 1                 | 7                 | 2                 | 17                | –15               | 1                 |
|     | Joegoslavië | Gediskwalificeerd | Gediskwalificeerd | Gediskwalificeerd | Gediskwalificeerd | Gediskwalificeerd | Gediskwalificeerd | Gediskwalificeerd | Gediskwalificeerd |

|             |                   |       |         |                                                                                            |
| 13 mei 1992 | Griekenland       | 1 – 0 | IJsland | Olympisch Stadion, Athene Toeschouwers: 2.874 Scheidsrechter: Karl-Josef Assenmacher (GER) |
| 13 mei 1992 | Sofianopoulos 25' |       |         | Olympisch Stadion, Athene Toeschouwers: 2.874 Scheidsrechter: Karl-Josef Assenmacher (GER) |

|             |              |       |                             |                                                                                   |
| 3 juni 1992 | Hongarije    | 1 – 2 | IJsland                     | Népstadion, Boedapest Toeschouwers: 11.000 Scheidsrechter: Angelo Amendolia (ITA) |
| 3 juni 1992 | K. Kovács 3' |       | Orlygsson 51' Magnusson 73' | Népstadion, Boedapest Toeschouwers: 11.000 Scheidsrechter: Angelo Amendolia (ITA) |

|                  |           |                               |           |                                                                                       |
| 9 september 1992 | Luxemburg | 0 – 3                         | Hongarije | Stade Josy Barthel, Luxemburg Toeschouwers: 3.026 Scheidsrechter: Loizos Loizou (CYP) |
| 9 september 1992 |           | Détári 15' K. Kovács 53', 78' |           | Stade Josy Barthel, Luxemburg Toeschouwers: 3.026 Scheidsrechter: Loizos Loizou (CYP) |

|                |         |                     |             |                                                                                   |
| 7 oktober 1992 | IJsland | 0 – 1               | Griekenland | Laugardalsvöllur, Reykjavik Toeschouwers: 4.973 Scheidsrechter: Howard King (WAL) |
| 7 oktober 1992 |         | P. Tsalouchidis 61' |             | Laugardalsvöllur, Reykjavik Toeschouwers: 4.973 Scheidsrechter: Howard King (WAL) |

|                 |           |       |         |                                                                                            |
| 14 oktober 1992 | Rusland   | 1 – 0 | IJsland | Olympisch Stadion Loezjniki, Moskou Toeschouwers: 18.000 Scheidsrechter: Lube Spasov (BUL) |
| 14 oktober 1992 | Yuran 65' |       |         | Olympisch Stadion Loezjniki, Moskou Toeschouwers: 18.000 Scheidsrechter: Lube Spasov (BUL) |

|                 |                         |       |           |                                                                                          |
| 28 oktober 1992 | Rusland                 | 2 – 0 | Luxemburg | Olympisch Stadion Loezjniki, Moskou Toeschouwers: 1.750 Scheidsrechter: Ilkka Koho (FIN) |
| 28 oktober 1992 | Yuran 5' Radtsjenko 24' |       |           | Olympisch Stadion Loezjniki, Moskou Toeschouwers: 1.750 Scheidsrechter: Ilkka Koho (FIN) |

|                  |             |       |           |                                                                                         |
| 11 november 1992 | Griekenland | 0 – 0 | Hongarije | Kaftanzogliostadion, Thessaloniki Toeschouwers: 35.367 Scheidsrechter: Philip Don (ENG) |
| 11 november 1992 |             |       |           | Kaftanzogliostadion, Thessaloniki Toeschouwers: 35.367 Scheidsrechter: Philip Don (ENG) |

|                  |                                        |       |           |                                                                                    |
| 17 februari 1993 | Griekenland                            | 2 – 0 | Luxemburg | Olympisch Stadion, Athene Toeschouwers: 36.256 Scheidsrechter: Václav Krondl (CZE) |
| 17 februari 1993 | Dimitriadis 30' (pen.) Mitropoulos 65' |       |           | Olympisch Stadion, Athene Toeschouwers: 36.256 Scheidsrechter: Václav Krondl (CZE) |

|               |           |                        |             |                                                                               |
| 31 maart 1993 | Hongarije | 0 – 1                  | Griekenland | Népstadion, Boedapest Toeschouwers: 20.000 Scheidsrechter: Hellmut Krug (GER) |
| 31 maart 1993 |           | Apostolakis 70' (pen.) |             | Népstadion, Boedapest Toeschouwers: 20.000 Scheidsrechter: Hellmut Krug (GER) |

|               |           |                                           |         |                                                                                     |
| 14 april 1993 | Luxemburg | 0 – 4                                     | Rusland | Stade Josy Barthel, Luxemburg Toeschouwers: 3.180 Scheidsrechter: Alan Snoddy (NIR) |
| 14 april 1993 |           | Kiriakov 11', 46' Shalimov 58' Kulkov 90' |         | Stade Josy Barthel, Luxemburg Toeschouwers: 3.180 Scheidsrechter: Alan Snoddy (NIR) |

|               |                                          |       |           |                                                                                             |
| 28 april 1993 | Rusland                                  | 3 – 0 | Hongarije | Olympisch Stadion Loezjniki, Moskou Toeschouwers: 25.000 Scheidsrechter: Guy Goethals (BEL) |
| 28 april 1993 | Kantsjelskis 55' Kolyvanov 60' Yuran 85' |       |           | Olympisch Stadion Loezjniki, Moskou Toeschouwers: 25.000 Scheidsrechter: Guy Goethals (BEL) |

|             |                      |       |                |                                                                                       |
| 20 mei 1993 | Luxemburg            | 1 – 1 | IJsland        | Stade Josy Barthel, Luxemburg Toeschouwers: 1.965 Scheidsrechter: Jorge Coroado (POR) |
| 20 mei 1993 | Birgisson 70' (e.d.) |       | Gudjohnsen 40' | Stade Josy Barthel, Luxemburg Toeschouwers: 1.965 Scheidsrechter: Jorge Coroado (POR) |

|             |                 |       |                 |                                                                                                |
| 23 mei 1993 | Rusland         | 1 – 1 | Griekenland     | Olympisch Stadion Loezjniki, Moskou Toeschouwers: 35.000 Scheidsrechter: Peter Mikkelsen (DEN) |
| 23 mei 1993 | Dobrovolski 70' |       | Mitropoulos 45' | Olympisch Stadion Loezjniki, Moskou Toeschouwers: 35.000 Scheidsrechter: Peter Mikkelsen (DEN) |

|             |                |       |              |                                                                                      |
| 2 juni 1993 | IJsland        | 1 – 1 | Rusland      | Laugardalsvöllur, Reykjavik Toeschouwers: 3.308 Scheidsrechter: Leslie Mottram (SCO) |
| 2 juni 1993 | Sverrisson 25' |       | Kiriakov 38' | Laugardalsvöllur, Reykjavik Toeschouwers: 3.308 Scheidsrechter: Leslie Mottram (SCO) |

|              |                               |       |           |                                                                                   |
| 16 juni 1993 | IJsland                       | 2 – 0 | Hongarije | Laugardalsvöllur, Reykjavik Toeschouwers: 2.755 Scheidsrechter: Rémi Harrel (FRA) |
| 16 juni 1993 | Sverrisson 13' Gudjohnsen 77' |       |           | Laugardalsvöllur, Reykjavik Toeschouwers: 2.755 Scheidsrechter: Rémi Harrel (FRA) |

|                  |            |       |                                          |                                                                                      |
| 8 september 1993 | Hongarije  | 1 – 3 | Rusland                                  | Népstadion, Boedapest Toeschouwers: 10.000 Scheidsrechter: Gheorghe Constantin (ROU) |
| 8 september 1993 | Klausz 20' |       | Piatnitski 14' Kiriakov 53' Borodiuk 89' | Népstadion, Boedapest Toeschouwers: 10.000 Scheidsrechter: Gheorghe Constantin (ROU) |

|                  |                |       |           |                                                                                      |
| 8 september 1993 | IJsland        | 1 – 0 | Luxemburg | Laugardalsvöllur, Reykjavik Toeschouwers: 3.969 Scheidsrechter: Nemus Djurhuus (FAR) |
| 8 september 1993 | Ingólfsson 61' |       |           | Laugardalsvöllur, Reykjavik Toeschouwers: 3.969 Scheidsrechter: Nemus Djurhuus (FAR) |

|                 |             |       |                                           |                                                                                        |
| 12 oktober 1993 | Luxemburg   | 1 – 3 | Griekenland                               | Stade Josy Barthel, Luxemburg Toeschouwers: 2.538 Scheidsrechter: Andrew Waddell (SCO) |
| 12 oktober 1993 | Fanelli 82' |       | Machlas 31' Apostolakis 63' Saravakos 71' | Stade Josy Barthel, Luxemburg Toeschouwers: 2.538 Scheidsrechter: Andrew Waddell (SCO) |

|                 |            |       |           |                                                                             |
| 27 oktober 1993 | Hongarije  | 1 – 0 | Luxemburg | Népstadion, Boedapest Toeschouwers: 1.500 Scheidsrechter: Oğuz Sarvan (TUR) |
| 27 oktober 1993 | Détári 20' |       |           | Népstadion, Boedapest Toeschouwers: 1.500 Scheidsrechter: Oğuz Sarvan (TUR) |

|                  |             |       |         |                                                                                          |
| 17 november 1993 | Griekenland | 1 – 0 | Rusland | Olympisch Stadion, Athene Toeschouwers: 73.500 Scheidsrechter: Jean-Fidèle Diramba (GAB) |
| 17 november 1993 | Machlas 69' |       |         | Olympisch Stadion, Athene Toeschouwers: 73.500 Scheidsrechter: Jean-Fidèle Diramba (GAB) |

### Groep 6
Groep 6 was ook een sterke groep, waar Frankrijk en Zweden zware concurrentie konden verwachten van Bulgarije, de ploeg had een gouden generatie met Hristo Stoisjkov van FC Barcelona als absolute ster. Stoitsjkov was een van de weinige Oost-Europese topspelers, die echt slaagde in het Westen. Ook middenvelder Krasimir Balakov en aanvaller Emil Kostadinov waren spelers met een goede reputatie, zij speelden beiden in de Portugese competitie. Frankrijk had een beroerd EK achter de rug, waarna Michel Platini ontslag nam en opgevolgd werd door Gérard Houllier. Zweden was succesvol op dat EK en had vooral een sterk collectief met Tomas Brolin als belangrijkste speler.
Bulgarije begon goed aan de cyclus met een 2-0-overwinning op Frankrijk (Stoitsjkov en Balakov scoorden), maar tegen Zweden was de ploeg kansloos: 2-0 dankzij Martin Dahlin en de bij Ajax spelende Stefan Pettersson. Frankrijk herstelde zich door in de volgende zeven wedstrijden slechts één punt te verspelen, het won met 2-1 van Zweden en verspeelde in de return de overwinning (Dahlin scoorde in de slotfase). Bulgarije verspeelde dure punten door met 3-1 te verliezen van het kansloze Oostenrijk en met 2-2 gelijk te spelen thuis tegen Israël. Bulgarije moest de thuiswedstrijd tegen Zweden winnen om nog kans te maken, maar na een benutte strafschop van Stoitsjkov strafte Thomas Dahlin een grove fout in de Bulgaarse verdediging af: 1-1. Met nog twee speeldagen te gaan had Frankrijk één punt voorsprong op Zweden en drie op Bulgarije en de strijd leek beslist.
Bulgarije pakte hun laatste strohalm door Oostenrijk met 4-1 kansloos te laten, Zweden had wat meer moeite met Finland: 3-2. Een zege op het zwakke Israël zou voor Frankrijk genoeg zijn zich te plaatsen. Frankrijk had moeite met Israël, maar stond toch tien minuten voor tijd met 2-1 voor. In de slotfase stond de wedstrijd volledig op zijn kop, Berkovic maakte de gelijkmaker en twee minuten in blessuretijd maakte Atar de winnende treffer. Zweden was nu zeker van deelname aan het WK en Bulgarije had weer een kans, het moest winnen in Parijs. Éric Cantona maakte de openingstreffer, maar voor rust maakte Kostadinov de gelijkmaker. Tevergeefs zocht Bulgarije naar een opening in de tweede helft, maar de Fransen hielden stand. Totdat David Ginola in de laatste minuut een vrije bal in het Bulgaarse strafschopgebied slordig inleverde en Bulgarije een laatste aanvalsmogelijkheid gaf. In een razendsnelle tegenaanval maakte Kostadinov een uitstekend doelpunt en de Fransen waren verslagen. Houillier trad terug binnen het nationale team, Ginola verloor zijn plaats in de nationale ploeg en ook de andere artiesten Cantona en Papin verloren hun plaats. Het werd tijd voor een nieuwe generatie, die het WK in eigen land mocht vertegenwoordigen.
| Pos | Land       | Wed | Win | Gel | Ver | DV | DT | +/− | Pnt |
| --- | ---------- | --- | --- | --- | --- | -- | -- | --- | --- |
| 1   | Zweden     | 10  | 6   | 3   | 1   | 19 | 8  | +11 | 15  |
| 2   | Bulgarije  | 10  | 6   | 2   | 2   | 19 | 10 | +9  | 14  |
| 3   | Frankrijk  | 10  | 6   | 1   | 3   | 17 | 10 | +7  | 13  |
| 4   | Oostenrijk | 10  | 3   | 2   | 5   | 15 | 16 | –1  | 8   |
| 5   | Finland    | 10  | 2   | 1   | 7   | 9  | 18 | –9  | 5   |
| 6   | Israël     | 10  | 1   | 3   | 6   | 10 | 27 | –17 | 5   |

|             |         |                                 |           |                                                                                   |
| 14 mei 1992 | Finland | 0 – 3                           | Bulgarije | Olympisch Stadion, Helsinki Toeschouwers: 8.602 Scheidsrechter: Dušan Colić (YUG) |
| 14 mei 1992 |         | Balakov 62' Kostadinov 73', 87' |           | Olympisch Stadion, Helsinki Toeschouwers: 8.602 Scheidsrechter: Dušan Colić (YUG) |

|                  |                                  |       |           |                                                                                              |
| 9 september 1992 | Bulgarije                        | 2 – 0 | Frankrijk | Vasil Levski Nationaal Stadion, Sofia Toeschouwers: 41.000 Scheidsrechter: Sándor Puhl (HUN) |
| 9 september 1992 | Stoichkov 21' (pen.) Balakov 29' |       |           | Vasil Levski Nationaal Stadion, Sofia Toeschouwers: 41.000 Scheidsrechter: Sándor Puhl (HUN) |

|                  |         |                     |        |                                                                                   |
| 9 september 1992 | Finland | 0 – 1               | Zweden | Olympisch Stadion, Helsinki Toeschouwers: 13.617 Scheidsrechter: Vadim Zhuk (BLR) |
| 9 september 1992 |         | Ingesson 77' (pen.) |        | Olympisch Stadion, Helsinki Toeschouwers: 13.617 Scheidsrechter: Vadim Zhuk (BLR) |

|                |                           |       |           |                                                                                    |
| 7 oktober 1992 | Zweden                    | 2 – 0 | Bulgarije | Råsundastadion, Solna Toeschouwers: 20.625 Scheidsrechter: John Blankenstein (NED) |
| 7 oktober 1992 | Dahlin 56' Pettersson 76' |       |           | Råsundastadion, Solna Toeschouwers: 20.625 Scheidsrechter: John Blankenstein (NED) |

|                 |                      |       |            |                                                                                |
| 14 oktober 1992 | Frankrijk            | 2 – 0 | Oostenrijk | Parc des Princes, Parijs Toeschouwers: 39.186 Scheidsrechter: Vadim Zhuk (BLR) |
| 14 oktober 1992 | Papin 3' Cantona 77' |       |            | Parc des Princes, Parijs Toeschouwers: 39.186 Scheidsrechter: Vadim Zhuk (BLR) |

|                 |                                                     |       |                |                                                                                     |
| 28 oktober 1992 | Oostenrijk                                          | 5 – 2 | Israël         | Prater-Stadion, Wenen Toeschouwers: 12.000 Scheidsrechter: João Pinto Correia (POR) |
| 28 oktober 1992 | Herzog 41', 46' Polster 49' Stöger 56' A. Ogris 87' |       | Zohar 57', 77' | Prater-Stadion, Wenen Toeschouwers: 12.000 Scheidsrechter: João Pinto Correia (POR) |

|                  |           |       |                                    |                                                                                            |
| 11 november 1992 | Israël    | 1 – 3 | Zweden                             | Ramat Gan Stadium, Ramat Gan Toeschouwers: 25.230 Scheidsrechter: Serge Muhmenthaler (SUI) |
| 11 november 1992 | Banin 42' |       | Limpar 37' Dahlin 58' Ingesson 74' | Ramat Gan Stadium, Ramat Gan Toeschouwers: 25.230 Scheidsrechter: Serge Muhmenthaler (SUI) |

|                  |                       |       |              |                                                                                 |
| 14 november 1992 | Frankrijk             | 2 – 1 | Finland      | Parc des Princes, Parijs Toeschouwers: 28.630 Scheidsrechter: Jozef Marko (TCH) |
| 14 november 1992 | Papin 18' Cantona 31' |       | Järvinen 54' | Parc des Princes, Parijs Toeschouwers: 28.630 Scheidsrechter: Jozef Marko (TCH) |

|                 |        |                       |           |                                                                                           |
| 2 december 1992 | Israël | 0 – 2                 | Bulgarije | Ramat Gan Stadium, Ramat Gan Toeschouwers: 15.000 Scheidsrechter: Vassilios Nikakis (GRE) |
| 2 december 1992 |        | Sirakov 56' Penev 83' |           | Ramat Gan Stadium, Ramat Gan Toeschouwers: 15.000 Scheidsrechter: Vassilios Nikakis (GRE) |

|                  |        |                                      |           |                                                                                        |
| 17 februari 1993 | Israël | 0 – 4                                | Frankrijk | Ramat Gan Stadium, Ramat Gan Toeschouwers: 26.000 Scheidsrechter: Ryszard Wójcik (POL) |
| 17 februari 1993 |        | Cantona 28' Blanc 62', 84' Roche 89' |           | Ramat Gan Stadium, Ramat Gan Toeschouwers: 26.000 Scheidsrechter: Ryszard Wójcik (POL) |

|               |            |           |           |                                                                                         |
| 27 maart 1993 | Oostenrijk | 0 – 1     | Frankrijk | Ernst Happelstadion, Wenen Toeschouwers: 37.837 Scheidsrechter: John Blankenstein (NED) |
| 27 maart 1993 |            | Papin 58' |           | Ernst Happelstadion, Wenen Toeschouwers: 37.837 Scheidsrechter: John Blankenstein (NED) |

|               |                                           |       |            |                                                                                        |
| 14 april 1993 | Oostenrijk                                | 3 – 1 | Bulgarije  | Ernst Happelstadion, Wenen Toeschouwers: 19.500 Scheidsrechter: Sergei Khusainov (RUS) |
| 14 april 1993 | Pfeifenberger 8' Kuhbauer 25' Polster 89' |       | Ivanov 54' | Ernst Happelstadion, Wenen Toeschouwers: 19.500 Scheidsrechter: Sergei Khusainov (RUS) |

|               |                         |       |            |                                                                                        |
| 28 april 1993 | Frankrijk               | 2 – 1 | Zweden     | Parc des Princes, Parijs Toeschouwers: 34.134 Scheidsrechter: Pierluigi Pairetto (ITA) |
| 28 april 1993 | Cantona 42' (pen.), 81' |       | Dahlin 14' | Parc des Princes, Parijs Toeschouwers: 34.134 Scheidsrechter: Pierluigi Pairetto (ITA) |

|               |                                 |       |         |                                                                                                |
| 28 april 1993 | Bulgarije                       | 2 – 0 | Finland | Vasil Levski Nationaal Stadion, Sofia Toeschouwers: 20.000 Scheidsrechter: Lim Kee Chong (MRI) |
| 28 april 1993 | Stoichkov 15' (pen.) Yankov 43' |       |         | Vasil Levski Nationaal Stadion, Sofia Toeschouwers: 20.000 Scheidsrechter: Lim Kee Chong (MRI) |

|             |                                  |       |                             |                                                                                              |
| 12 mei 1993 | Bulgarije                        | 2 – 2 | Israël                      | Vasil Levski Nationaal Stadion, Sofia Toeschouwers: 25.000 Scheidsrechter: Ahmet Çakar (TUR) |
| 12 mei 1993 | Stoichkov 35' (pen.) Sirakov 60' |       | R. Harazi 52' Rosenthal 53' | Vasil Levski Nationaal Stadion, Sofia Toeschouwers: 25.000 Scheidsrechter: Ahmet Çakar (TUR) |

|             |                                        |       |            |                                                                            |
| 13 mei 1993 | Finland                                | 3 – 1 | Oostenrijk | Urheilupuisto, Turku Toeschouwers: 13.682 Scheidsrechter: John Ferry (NIR) |
| 13 mei 1993 | Paatelainen 17' Rajamäki 20' Hjelm 52' |       | Zisser 89' | Urheilupuisto, Turku Toeschouwers: 13.682 Scheidsrechter: John Ferry (NIR) |

|             |                 |       |            |                                                                                |
| 19 mei 1993 | Zweden          | 1 – 0 | Oostenrijk | Råsundastadion, Solna Toeschouwers: 27.775 Scheidsrechter: Michel Piraux (BEL) |
| 19 mei 1993 | J. Eriksson 50' |       |            | Råsundastadion, Solna Toeschouwers: 27.775 Scheidsrechter: Michel Piraux (BEL) |

|             |                                                  |       |        |                                                                                   |
| 2 juni 1993 | Zweden                                           | 5 – 0 | Israël | Råsundastadion, Solna Toeschouwers: 22.042 Scheidsrechter: Sergei Khusainov (RUS) |
| 2 juni 1993 | Brolin 17', 41', 65' Zetterberg 55' Landberg 89' |       |        | Råsundastadion, Solna Toeschouwers: 22.042 Scheidsrechter: Sergei Khusainov (RUS) |

|              |         |       |        |                                                                                   |
| 16 juni 1993 | Finland | 0 – 0 | Israël | Lahden Stadion, Lahti Toeschouwers: 4.620 Scheidsrechter: Volodymyr Pyanykh (UKR) |
| 16 juni 1993 |         |       |        | Lahden Stadion, Lahti Toeschouwers: 4.620 Scheidsrechter: Volodymyr Pyanykh (UKR) |

|                  |            |       |            |                                                                                   |
| 22 augustus 1993 | Zweden     | 1 – 1 | Frankrijk  | Råsundastadion, Solna Toeschouwers: 30.530 Scheidsrechter: Aron Schmidhuber (GER) |
| 22 augustus 1993 | Dahlin 89' |       | Sauzee 77' | Råsundastadion, Solna Toeschouwers: 30.530 Scheidsrechter: Aron Schmidhuber (GER) |

|                  |                                                  |       |         |                                                                                          |
| 25 augustus 1993 | Oostenrijk                                       | 3 – 0 | Finland | Ernst Happelstadion, Wenen Toeschouwers: 21.000 Scheidsrechter: Michał Listkiewicz (POL) |
| 25 augustus 1993 | Kühbauer 26' Pfeifenberger 41' Herzog 89' (pen.) |       |         | Ernst Happelstadion, Wenen Toeschouwers: 21.000 Scheidsrechter: Michał Listkiewicz (POL) |

|                  |         |                            |           |                                                                                 |
| 8 september 1993 | Finland | 0 – 2                      | Frankrijk | Ratina Stadion, Tampere Toeschouwers: 7.200 Scheidsrechter: Stephen Lodge (ENG) |
| 8 september 1993 |         | Blanc 47' Papin 55' (pen.) |           | Ratina Stadion, Tampere Toeschouwers: 7.200 Scheidsrechter: Stephen Lodge (ENG) |

|                  |                      |       |            |                                                                                                 |
| 8 september 1993 | Bulgarije            | 1 – 1 | Zweden     | Vasil Levski Nationaal Stadion, Sofia Toeschouwers: 36.000 Scheidsrechter: Ryszard Wójcik (POL) |
| 8 september 1993 | Stoichkov 21' (pen.) |       | Dahlin 26' | Vasil Levski Nationaal Stadion, Sofia Toeschouwers: 36.000 Scheidsrechter: Ryszard Wójcik (POL) |

|                 |                       |       |                                      |                                                                                 |
| 13 oktober 1993 | Frankrijk             | 2 – 3 | Israël                               | Parc des Princes, Parijs Toeschouwers: 32.700 Scheidsrechter: Alan Snoddy (NIR) |
| 13 oktober 1993 | Sauzée 32' Ginola 43' |       | R. Harazi 21' Berkovich 83' Atar 90' | Parc des Princes, Parijs Toeschouwers: 32.700 Scheidsrechter: Alan Snoddy (NIR) |

|                 |                                                 |       |            |                                                                                                  |
| 13 oktober 1993 | Bulgarije                                       | 4 – 1 | Oostenrijk | Vasil Levski Nationaal Stadion, Sofia Toeschouwers: 22.500 Scheidsrechter: Marcello Nicchi (ITA) |
| 13 oktober 1993 | Penev 6', 67' Stoichkov 33' (pen.) Letchkov 86' |       | Herzog 51' | Vasil Levski Nationaal Stadion, Sofia Toeschouwers: 22.500 Scheidsrechter: Marcello Nicchi (ITA) |

|                 |                             |       |                           |                                                                              |
| 13 oktober 1993 | Zweden                      | 3 – 2 | Finland                   | Råsundastadion, Solna Toeschouwers: 30.177 Scheidsrechter: Ahmet Çakar (TUR) |
| 13 oktober 1993 | Dahlin 27', 46' Larsson 40' |       | Suominen 14' Litmanen 60' | Råsundastadion, Solna Toeschouwers: 30.177 Scheidsrechter: Ahmet Çakar (TUR) |

|                 |              |       |              |                                                                                       |
| 27 oktober 1993 | Israël       | 1 – 1 | Oostenrijk   | Ramat Gan Stadium, Ramat Gan Toeschouwers: 23.500 Scheidsrechter: László Vágner (HUN) |
| 27 oktober 1993 | Rosenthal 3' |       | Reinmayr 15' | Ramat Gan Stadium, Ramat Gan Toeschouwers: 23.500 Scheidsrechter: László Vágner (HUN) |

|                  |            |       |          |                                                                                        |
| 10 november 1993 | Oostenrijk | 1 – 1 | Zweden   | Ernst Happelstadion, Wenen Toeschouwers: 25.000 Scheidsrechter: Manuel Díaz Vega (ESP) |
| 10 november 1993 | Herzog 70' |       | Mild 67' | Ernst Happelstadion, Wenen Toeschouwers: 25.000 Scheidsrechter: Manuel Díaz Vega (ESP) |

|                  |               |       |                               |                                                                                       |
| 10 november 1993 | Israël        | 1 – 3 | Finland                       | Ramat Gan Stadium, Ramat Gan Toeschouwers: 10.000 Scheidsrechter: Daniel Roduit (SUI) |
| 10 november 1993 | R. Harazi 90' |       | Hyryläinen 54', 85' Hjelm 73' | Ramat Gan Stadium, Ramat Gan Toeschouwers: 10.000 Scheidsrechter: Daniel Roduit (SUI) |

|                  |             |       |                     |                                                                                    |
| 17 november 1993 | Frankrijk   | 1 – 2 | Bulgarije           | Parc des Princes, Parijs Toeschouwers: 48.402 Scheidsrechter: Leslie Mottram (SCO) |
| 17 november 1993 | Cantona 31' |       | Kostadinov 37', 90' | Parc des Princes, Parijs Toeschouwers: 48.402 Scheidsrechter: Leslie Mottram (SCO) |